# 蒙自市
蒙自市，是中华人民共和国云南省红河哈尼族彝族自治州下辖的一个县级市，亦是红河州的首府，市政府驻观澜街道。全市总面积2228平方公里，城市建成区面积达34.6平方公里，城镇化率达74.47%。2020年人口普查中，全市常住人口达59.60万人，城区人口44万人左右。少数民族占总人口的52.85%，以彝族、苗族为主。
蒙自是滇南政治、经济、文化、军事中心，是滇南中心城市核心区，亦是云南省建县最早的24个千年古县之一，在云南近代史上具有举足轻重的地位，是云南对外开放和近代工业的发祥地，在这里先后诞生了云南第一条民营铁路、第一个海关、第一个电报局、第一个邮政局、第一个洋行、第一个外资企业、第一个驻滇领事馆等诸多第一。
西汉时期，中原朝廷在此一带设立贲古县。1276年始以“蒙自”为名正式建县。1887年中法战争后，清廷在蒙自设立海关，自此开埠通商，并成为云南省对外贸易的最大口岸。清末至民国，先后置臨開廣道、蒙自道，治于蒙自县。中华人民共和国成立后，在此成立蒙自专区，后曾短暂地做过红河州的首府。2003年红河州政府回迁蒙自。2010年蒙自撤县设市。
经济方面，蒙自在州府回迁前曾是传统的农业大县，自二十一世纪以来经济发展迅速，逐步形成初具规模的产业体系，现主要以制造业、电子商务、房地产业、高原特色农业、有色金属及新材料产业等为主。蒙自亦坐拥国家级蒙自经济技术开发区、红河综合保税区、蒙自海关等对外开放平台，是中国（云南）自贸试验区红河片区的“腹地”。地方特色方面，蒙自为云南名菜过桥米线的发源地，盛产石榴、枇杷，享有“中国过桥米线之乡”、“中国石榴城”等美誉。

## 名称
关于蒙自地名的由来有多种说法，最为公认的说法是因县西“目则山”而得名，即「蒙自」为「目则」的汉语讹传。大量史籍对此有记载，最早可见于《元史·地理志》，其中写道：「縣境有山名目則，漢語訛為蒙自」。公元1257年，蒙古帝国置目则千户，得名自目则山。元至元十三年（1276年），改置蒙自县。
目则山又名蒙自山、麒麟山、莲花山、犁铧山，离蒙自县城约15公里。海拔2739.7米，巍峨高耸，傍晚日落，霞光万丈，旧志中称“目则云霞”。「目则山」的彝语音译作“母祖白莫”（IPA：/mu33 dzɿ33 bɤ21/），“母”为天，“祖”为高，“白莫”为大山，意为顶天的大山。因此，普遍认为「蒙自」为彝语音译的汉语词汇。
蒙自的标准英文译名按照汉语拼音转写作“Mengzi”。历史上蒙自的外文译名采用了多种罗马字母拼写法，一些法文及郵政拼写为 「Mongtseu」、「Mongtze」，威妥玛拼音为「Mengtse」。另外，部分英文作品亦使用拼写「Mêng-tse」或「Mengtsze」 。

## 历史
蒙自已有上万年的人类繁衍活动史和2100多年的建县史，是云南为数不多的千年古县之一。

### 史前时代

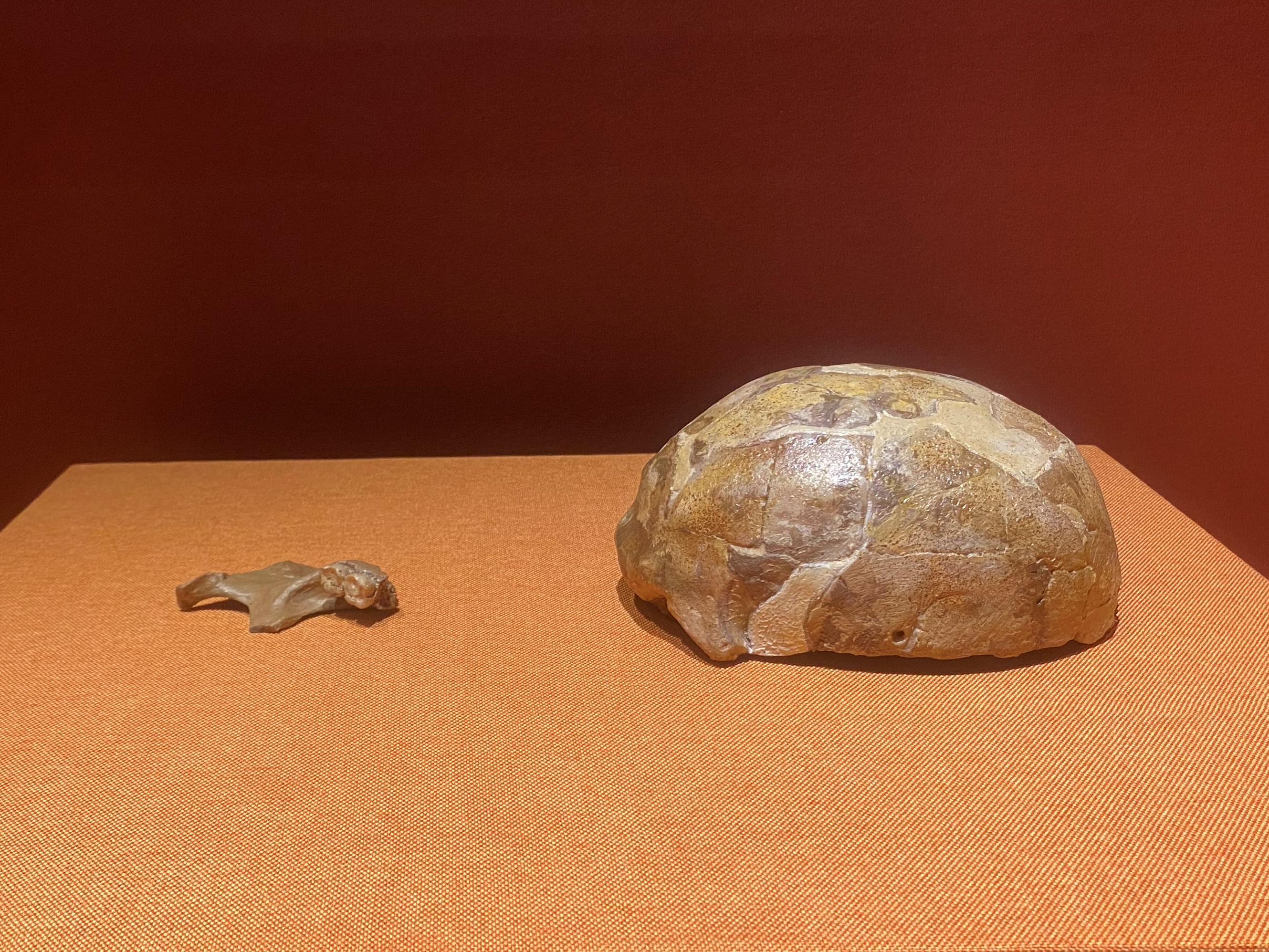
红河哈尼族彝族自治州博物馆收藏的蒙自人头骨化石复制品

早在旧石器时代晚期，今蒙自境内已有人类活动。红寨黄家山出土了距今约1.4万年前的人类化石，他们兼具早期智人与解剖学意义上的现代人（晚期智人）的体质特征，被称为马鹿洞人（又称「蒙自人」），并被认为与美洲印第安人之间存在祖源遗传联系。

### 西汉至元朝
西汉元封二年（公元前109年），汉武帝派兵征服滇国，并在云南设立益州郡，辖24县。其中，设有贲古县，治所在今蒙自新安所一带。
蒙古宪宗三年（1253年），忽必烈征云南，灭大理国。六年（1256年）， 蒙自彝族部落阿僰蛮归附蒙古大将兀良合台，后叛。七年（1257年），兀良合台派兵平定叛乱，置目则千户，隶阿僰万户府，授阿僰蛮首领禄阿只明威将军衔，袭南路总管职，世守蒙地。又于老寨立舍资千户，隶目则千户。元至元十三年（1276年），废目则千户，置蒙自县，隶临安路，县名沿用至今。舍资千户因地近交趾，改为安南道防送军千户，隶临安路。

### 明朝時期

#### 改土歸流
明建立之初，云南为蒙古贵族梁王把匝刺瓦尔密统治。洪武十五年（1382年），明廷多次勸降無果，遂发兵征讨梁王，宣德侯金朝興率兵二萬三千進攻雲南，攻佔臨安，蒙自歸附。委禄阿只裔後人禄庆为蒙自土知县，世袭其职。改临安路为临安府，蒙自县隶临安府。安南防送军千户土官那由以其地归附，设长官司，委那由为长官司副长官。

### 清朝时朝

#### 清朝初期
顺治四年（1647年）四月，孙可望率大西军攻占蒙自，屠城，毁城垣，改县名为新乐县。十六年，吴三桂兵至临安，攻占蒙自，击败大西军，废新乐县，复名蒙自县。康熙十二年（1673年），吴三桂起兵叛乱。康熙二十年（1681年）十一月，清军攻占昆明，平定三藩之乱，李世屏出降，授蒙自土县丞，不得世袭。

#### 丙辰事件
咸丰六年（1856年）四月八日，沙甸回民联合附近彝民起义，攻占鸡街；大庄的起义回民也攻占草坝、坡心（今碧色寨），俗称丙辰事件。次年正月六日，回民武装部队首领马如龙率建水、沙甸、大庄的回民武装数千余人攻打蒙自县城，未克。咸丰八年（1858年），回军与彝军在蒙自海边寨结盟，出告示抽收，听断民事。此后，回军又攻打新安所、草坝、个旧等地，先后被临元镇总兵申有谋、蒙自知县申有信等率兵击退。在驰援个旧乡时，回军乘虚攻打蒙自县城，焚毁了西关外的大量民房。咸丰十一年（1861年），回军先后攻打了两次县城，一次攻破北城门，后被击退；另一次未能攻克。同治元年（1862年），马如龙降清，回民武装分裂，丙辰事件平息。

#### 开埠通商
十九世纪下半叶，法国开始入侵越南。同治五年（1866年），法国海军大尉贾宜发表了红河是由越南进入云南的理想通道的见解，此后于同治十年（1871年）亲自探测红河水道，确认由红河至蛮耗一段可通航大型木船。由此，蒙自成为法国眼中联通滇越的重要战略要地。
光绪十三年（1887年），中法战争后，法国取得对越南的保护权。五月，清廷与法国签订《中法续议商务专条》，开放广西龙州和云南蒙自2处通商口岸，并规定法国商品经上述通商口岸进入中国者，享有减税特权，蒙自成为中法之间的“约开商埠”。同年，清廷在蒙自设分巡临安开广道，下辖临安府、开化府和广南府，并兼管即将正式开关的蒙自海关关务。自此，蒙自取代建水（临安府治）成为滇南政治、军事、商业中心。

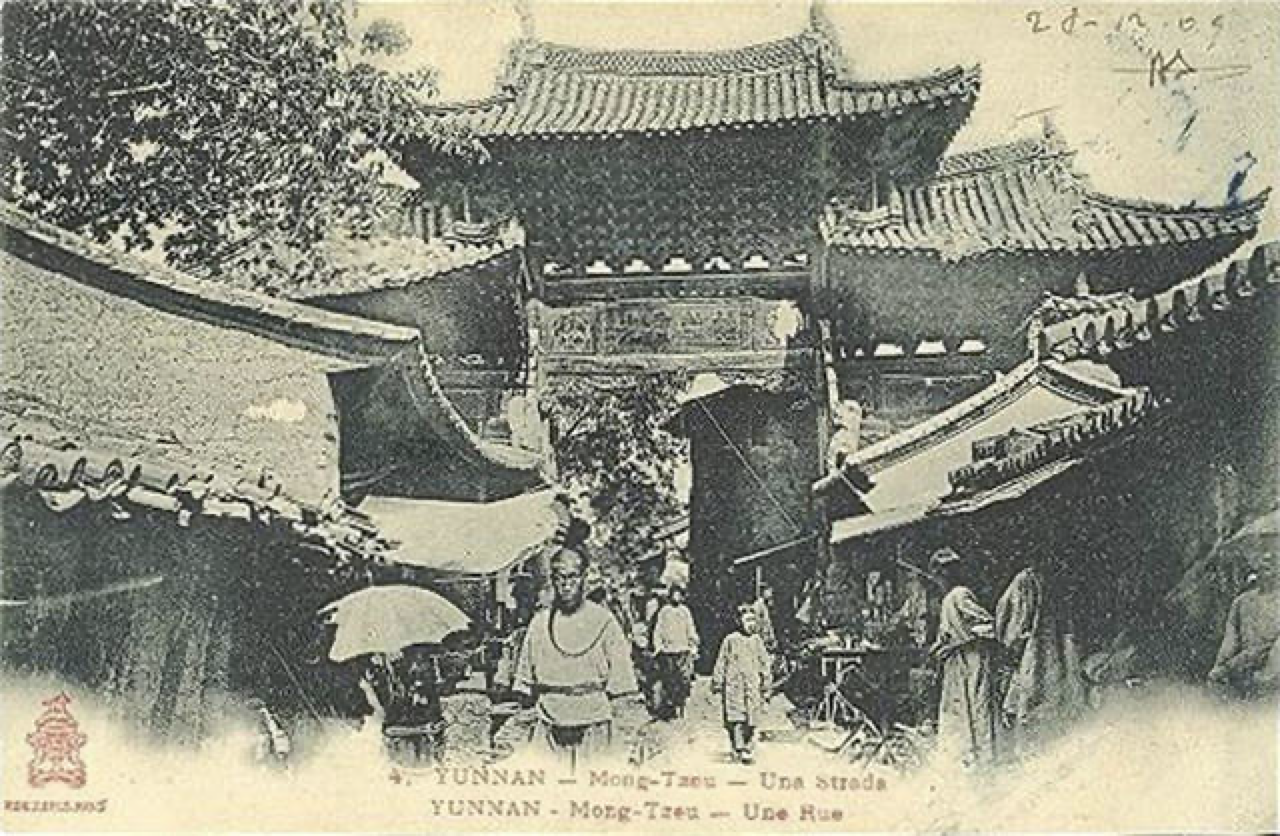
清末时期的蒙自县城街景

1889年8月24日在东门外南湖畔正式成立蒙自海关。这是云南第一个海关，同时也是近代中国21大海关之一。此后，云南的大部分进出口商品均在蒙自集散，每天约有5000驮至6000驮货物进出蒙自。出口物资主要是锡和鸦片，进口物资主要是棉织品和烟草。在蒙自东门外出现云南最早的洋行、领事馆、电报局、邮政局、银行、赛马场等，外国机构有30多个，形成一片外侨居留地。中国商人也开设了400余家各种店铺。1906年，蒙自的县城人口已由光绪初年的2000人增加到了4万余人（其中，本地人口7117人，流动人口3万余人）。
光绪二十二年（1896年），蒙自对外贸易占全省对外贸易总和的百分之百，成为云南省外贸中心。即使后来腾冲、思茅相继开设海关，蒙自依旧维持着全省第一大外贸口岸的地位。宣统二年（1910年），蒙自进出口额达11464929关平两，占全省外贸额的83.9%。
宣统二年（1910年），法国修筑的滇越铁路全线通车，从越南海防到云南省城昆明仅需三天半。云南外贸通道为之一变，原本依靠蒙自蛮耗和红河的水运、驮运被迅速取代，云南外贸中心从蒙自北移昆明，蒙自外贸日益萧条，规模巨幅下降。

### 中華民國时期
民国初期，设蒙自道，蒙自县为道尹驻地。
民国十八年（1929年）废蒙自道，后蒙自县直属云南省。

#### 抗战时期

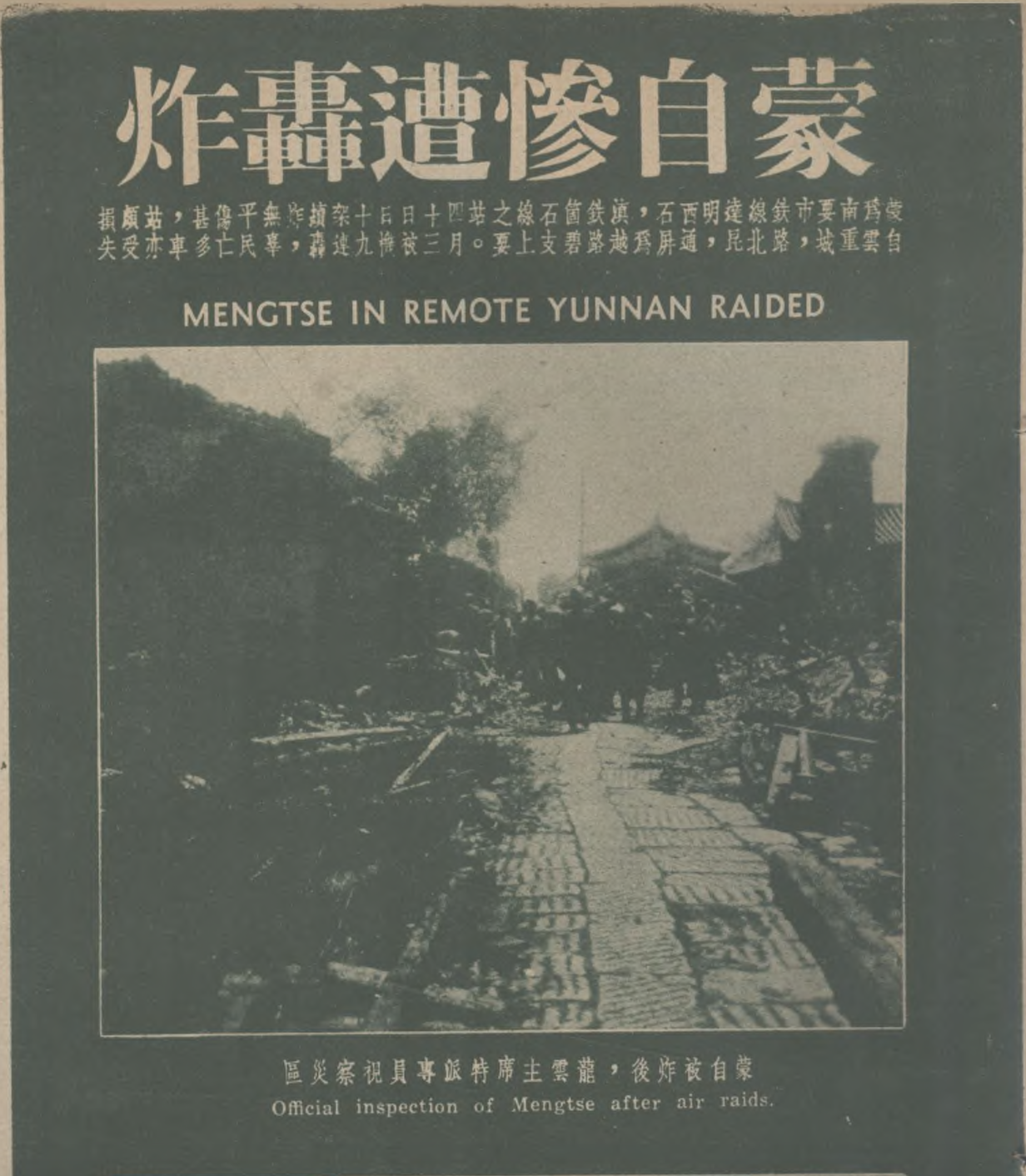
1939年日機空袭蒙自城，圖為被炸後的蒙自城

民国二十六年（1937年），抗日战争爆发，北平沦陷，北京大学、清华大学、南开大学南迁昆明，组成国立西南联合大学。因昆明校舍不足，联大文学院、法商学院合并为“文法学院”，迁往蒙自，又称西南联大蒙自分校。二十七年（1938年）5月4日开学，并借用海关旧址、哥胪士洋行、当地富绅宅邸等作为教室和宿舍。后因办学条件限制，同年9月，蒙自分校停办，文法学院返回昆明。联大在蒙自虽驻足不到半年，但对当地社会影响深远，不仅带去了进步的社会、政治观念，还对蒙自的教育发展产生深远影响。
民国二十八年（1939年）4月13日，日机越过法属安南飞往云南个旧，后向东飞往蒙自，于15时25分空袭蒙自城。日军分两个批次空袭蒙自，第一批由15架飞机组成，第二批由4架飞机组成，轰炸了飞机场、火车站、县政府、学校、居民房等建筑，轰炸时间共计近一小时。空袭过后，全城一片火海，横尸遍野，满目疮痍，造成县城居民死亡73人，重伤53人，轻伤103人，毁屋401间，震坏房屋764间。城内的居民大量出逃，前往邻近的县或是乡镇避难。此次事件又被称为“四·一三”惨案。“四·一三”之后，日军又持续多年先后轰炸了蒙自二十余次，包括芷村、草坝、蛮耗一带，直至民国三十一年（1942年）美国空军第14航空队一个驱逐机队进驻蒙自为止。
为准备对日作战，国民政府成立第一集团军总司令部，司令部驻蒙自，总司令为卢汉，指挥第一、第二两路军及滇黔绥靖公署第一旅。移滇军60军和滇黔绥靖公署第一旅及新建的第七旅的两个团驻防蒙自。
民国二十九年（1940年）9月，日军侵占越南。國民政府下令炸毁滇越铁路河口至越南老街间大桥，拆除河口至碧色寨路轨。滇越铁路中断，边境封锁，蒙自外贸受创，市场日益萧条。但三十一年至三十八年（1942-1949年）间滇越边境活跃的走私贸易使得蒙自成为滇南的一处走私货物集散地，且有滇南交通枢纽碧色寨的加持，蒙自仍不失为滇南贸易中心。

#### 国共内战
1949年12月9日，云南省政府主席卢汉宣布投共。蒋介石下令国军第8军、第26军合并为第8兵团进攻昆明。12月26日，解放军逼近昆明，第8兵团退守蒙自、建水等地。1950年1月2日，中华民国国防部参谋总长顾祝同、陆军副总司令汤尧在蒙自成立南屏省政府，李弥担任省长。1950年1月16日，解放军第十三军37师110团占领蒙自机场并攻下蒙自县城，随后38师和滇桂黔边区纵队第四支队进驻。

### 中华人民共和国时期

#### 中共建政
1950年4月19日，蒙自县人民政府成立，郭华任县长。4月25日，滇南人民行政公署由建水迁往蒙自，改称蒙自区行政督察专员公署。
1957年11月18日，蒙自专区与红河哈尼族自治区合并成立红河哈尼族彝族自治州，州府驻蒙自县。1958年7月，红河哈尼族彝族自治州首府由蒙自迁往个旧。

#### 文化大革命
1966年6月，文化大革命开始，数百名教职工受到冲击。1966年9月，红卫兵开始「破四旧」，全县大多数文物古迹遭到灾难性破坏。1967年初，在驻蒙自解放军的支持下，造反夺权运动席卷全县，党政机关瘫痪；3月初蒙自开始实施军事管制；8月，全县数百个造反组织逐渐形成两大派系：由军分区支持的「毛泽东主义炮兵团」（简称「炮派」）及由军管会支持的「八一一联合总部」（简称「八派」）。1967年12月，两派间的武斗拉开序幕。1968年11月19日，蒙自县革委会成立，宣布炮派「站错队」，并在全县范围内开展抓捕、批斗行动。1969年1月，6234名城市居民被下放农村，2000名知青上山下乡，199名县级机关干部下放五七干校。1976年10月，「四人帮」倒台，文革结束。十年动乱期间，全县范围内官方统计的冤假错案共计648件，其中造成了114人非正常死亡，722人被打伤致残。

#### 改革开放
1999年，云南省政府同意将蒙自、箇舊、开远打造成人口百万，面向东南亚的群落城市，并确立蒙自为个开蒙群落城市的中心城市，为滇南经济区中心，红河州政治、文化、科技、金融中心。
2003年1月，国务院批准红河哈尼族彝族自治州人民政府驻地由个旧市回迁蒙自。同年7月，云南省政府在蒙自召开红河滇南中心城市现场办公会，提出“做大蒙自，做强两市；统一规划，各展优势；三位一体，建设滇南中心城市〞的发展思路。此次谈话首次提及了“滇南中心城市”的概念。11月18日，红河州委、州政府正式从个旧迁至蒙自。
2010年9月10日，民政部以《关于撤销蒙自县设立蒙自市的批复》确认撤销蒙自县，设立（县级）蒙自市。

## 地理
蒙自市位于云南省东南部，红河哈尼族彝族自治州东部。市境南北最大纵距62公里，南端最远点为水田乡拦河坝，北端最远点为草坝镇波黑村；东西最大横距61.3公里，东端最远点为老寨苗族乡蒲土诗村，西部最远点为冷泉镇甲马坎上寨。东临文山市，南与个旧市、屏边苗族自治县、金平苗族瑶族傣族自治县、元阳县接壤，西连个旧市，北与开远市、砚山县接壤。全市总面积2,228平方公里。县城海拔1307米。

### 地形地貌
蒙自地貌由盆地、山地、岩溶组成，地势整体北高南低。蒙自城区位于蒙自坝内。蒙自坝为断陷湖盆坝，是云南六大坝子中的滇南第一大坝，面积544.2平方千米，其中蒙自市涵盖了369.5平方公里，占全市面积的16.6％。蒙自山地面积1858.5平方公里，境内山脉属云岭东南支系葱蒙山脉。主脉呈东北至西南走向，斜跨全境，支脉由大黑山、犁耙山、老官山、雨沙山、岩子脚等构成。蒙自市境内最低点为冷泉镇清水河，海拔高度146米；最高点为老寨大黑山，海拔高度2567.8米。

### 水文

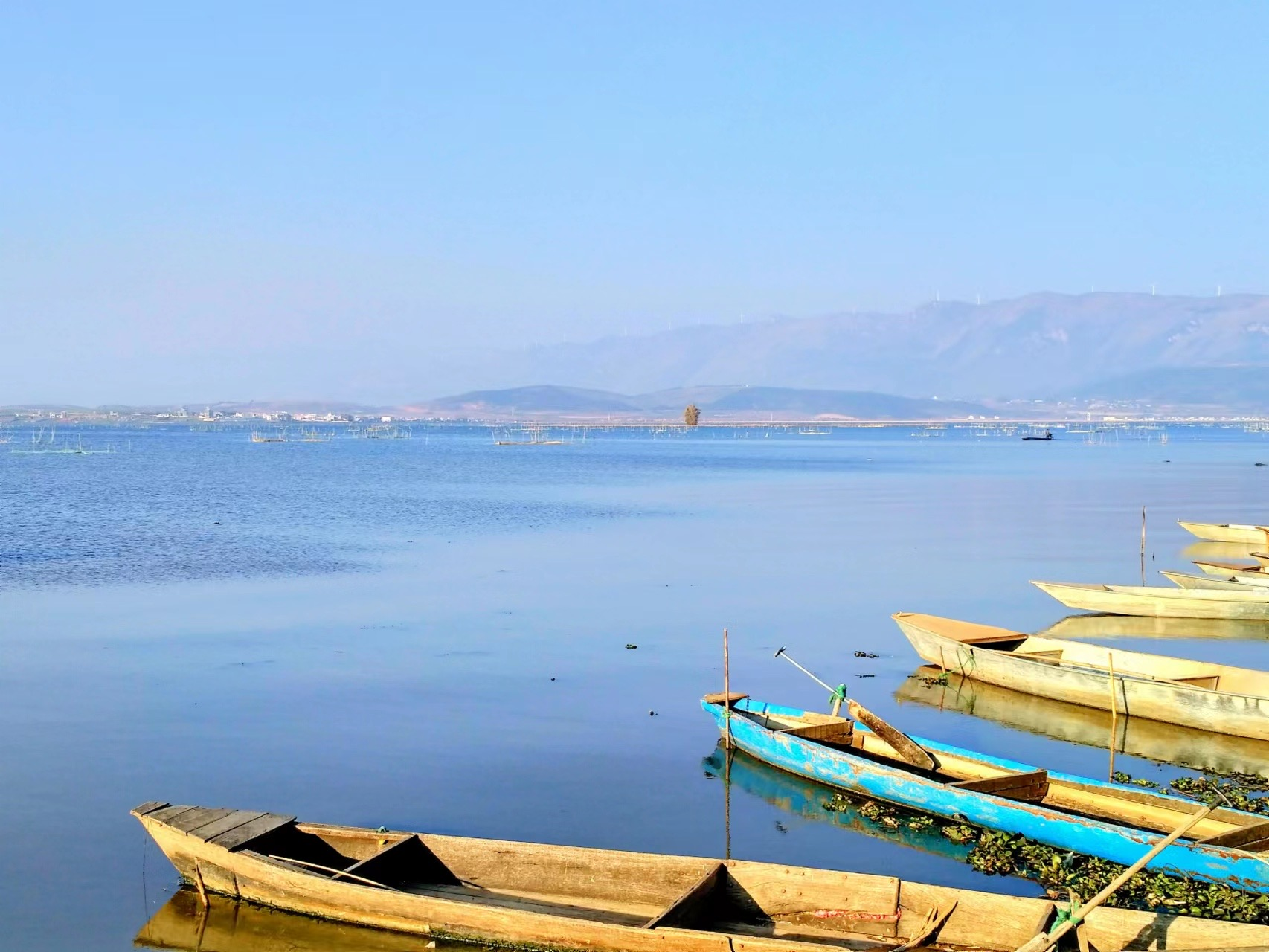
长桥海

蒙自地处红河与南盘江分水岭上。大体上，山区属红河流域，坝区属南盘江流域。受地形和气候的影响，产水量较少，有出境水，无入境水。境内有较重要的河流14条，天然湖泊2个，较大的泉水22处。14条河流中，红河水系10条，南盘江水系4条，最长河流为南溪河，发源于鸣鹫哑巴山，于期路白乡戈姑车站东南处出境。蒙自境内两大天然湖泊为长桥海、大屯海（后者与个旧市共享）。
由于特殊的地理位置与地质条件，蒙自干旱频发，坝区尤甚。从公元1500年到1989年，坝区有记录的大旱就有29次。 蒙自市境内共有五里冲、长桥海、菲白、庄寨4座中型水库; 响水河、小新寨2座小（一）型水库;另建有小（二）型水库23座，小坝塘186个，总蓄水量17194万立方米。

### 气候
蒙自市地处云南低纬高原，属于亚热带高原季风气候，冬无严寒，夏无酷暑，雨热同季，干湿季分明。年均气温为17.6℃，年平均日照时数2,136.1小时。年平均降雨量1029.0毫米。由于北回归线恰好从市境内穿过，因此这里光照充足，适宜多种作物（如石榴）生长。但由于坝子周围的高山阻挡了来自西南和东南方向的气流，蒙自坝内降水稀少，夏季往往气温高且干燥。
| 蒙自气象数据 （1991–2020年气候常态，极端值记录于1907-1932年及1971年至今） | 蒙自气象数据 （1991–2020年气候常态，极端值记录于1907-1932年及1971年至今） | 蒙自气象数据 （1991–2020年气候常态，极端值记录于1907-1932年及1971年至今） | 蒙自气象数据 （1991–2020年气候常态，极端值记录于1907-1932年及1971年至今） | 蒙自气象数据 （1991–2020年气候常态，极端值记录于1907-1932年及1971年至今） | 蒙自气象数据 （1991–2020年气候常态，极端值记录于1907-1932年及1971年至今） | 蒙自气象数据 （1991–2020年气候常态，极端值记录于1907-1932年及1971年至今） | 蒙自气象数据 （1991–2020年气候常态，极端值记录于1907-1932年及1971年至今） | 蒙自气象数据 （1991–2020年气候常态，极端值记录于1907-1932年及1971年至今） | 蒙自气象数据 （1991–2020年气候常态，极端值记录于1907-1932年及1971年至今） | 蒙自气象数据 （1991–2020年气候常态，极端值记录于1907-1932年及1971年至今） | 蒙自气象数据 （1991–2020年气候常态，极端值记录于1907-1932年及1971年至今） | 蒙自气象数据 （1991–2020年气候常态，极端值记录于1907-1932年及1971年至今） | 蒙自气象数据 （1991–2020年气候常态，极端值记录于1907-1932年及1971年至今） |
| 月份                                                                      | 1月                                                                       | 2月                                                                       | 3月                                                                       | 4月                                                                       | 5月                                                                       | 6月                                                                       | 7月                                                                       | 8月                                                                       | 9月                                                                       | 10月                                                                      | 11月                                                                      | 12月                                                                      | 全年                                                                      |
| ------------------------------------------------------------------------- | ------------------------------------------------------------------------- | ------------------------------------------------------------------------- | ------------------------------------------------------------------------- | ------------------------------------------------------------------------- | ------------------------------------------------------------------------- | ------------------------------------------------------------------------- | ------------------------------------------------------------------------- | ------------------------------------------------------------------------- | ------------------------------------------------------------------------- | ------------------------------------------------------------------------- | ------------------------------------------------------------------------- | ------------------------------------------------------------------------- | ------------------------------------------------------------------------- |
| 历史最高温 °C（°F）                                                       | 28.7 (83.7)                                                               | 30.7 (87.3)                                                               | 33.9 (93.0)                                                               | 36.0 (96.8)                                                               | 36.5 (97.7)                                                               | 36.7 (98.1)                                                               | 35.0 (95.0)                                                               | 36.4 (97.5)                                                               | 34.0 (93.2)                                                               | 32.3 (90.1)                                                               | 31.5 (88.7)                                                               | 27.8 (82.0)                                                               | 36.7 (98.1)                                                               |
| 平均高温 °C（°F）                                                         | 18.8 (65.8)                                                               | 21.3 (70.3)                                                               | 25.1 (77.2)                                                               | 27.6 (81.7)                                                               | 28.4 (83.1)                                                               | 28.5 (83.3)                                                               | 27.8 (82.0)                                                               | 27.9 (82.2)                                                               | 27.0 (80.6)                                                               | 24.4 (75.9)                                                               | 22.0 (71.6)                                                               | 18.8 (65.8)                                                               | 24.8 (76.6)                                                               |
| 日均气温 °C（°F）                                                         | 12.9 (55.2)                                                               | 15.1 (59.2)                                                               | 18.6 (65.5)                                                               | 21.4 (70.5)                                                               | 23.0 (73.4)                                                               | 23.8 (74.8)                                                               | 23.3 (73.9)                                                               | 22.9 (73.2)                                                               | 21.9 (71.4)                                                               | 19.5 (67.1)                                                               | 16.3 (61.3)                                                               | 13.1 (55.6)                                                               | 19.3 (66.8)                                                               |
| 平均低温 °C（°F）                                                         | 8.8 (47.8)                                                                | 10.8 (51.4)                                                               | 14.1 (57.4)                                                               | 17.0 (62.6)                                                               | 19.2 (66.6)                                                               | 20.7 (69.3)                                                               | 20.4 (68.7)                                                               | 19.9 (67.8)                                                               | 18.6 (65.5)                                                               | 16.4 (61.5)                                                               | 12.5 (54.5)                                                               | 9.3 (48.7)                                                                | 15.6 (60.2)                                                               |
| 历史最低温 °C（°F）                                                       | −3.9 (25.0)                                                               | 0.2 (32.4)                                                                | −1.8 (28.8)                                                               | 4.0 (39.2)                                                                | 9.9 (49.8)                                                                | 13.0 (55.4)                                                               | 13.5 (56.3)                                                               | 12.4 (54.3)                                                               | 8.6 (47.5)                                                                | 1.8 (35.2)                                                                | −0.1 (31.8)                                                               | −3.5 (25.7)                                                               | −3.9 (25.0)                                                               |
| 平均降水量 mm（）                                                         | 24.9 (0.98)                                                               | 15.6 (0.61)                                                               | 23.3 (0.92)                                                               | 50.2 (1.98)                                                               | 93.6 (3.69)                                                               | 110.5 (4.35)                                                              | 161.6 (6.36)                                                              | 141.5 (5.57)                                                              | 84.4 (3.32)                                                               | 56.5 (2.22)                                                               | 35.7 (1.41)                                                               | 19.1 (0.75)                                                               | 816.9 (32.16)                                                             |
| 平均降水天数（≥ 0.1 mm）                                                  | 5.0                                                                       | 4.4                                                                       | 5.7                                                                       | 8.9                                                                       | 12.8                                                                      | 15.5                                                                      | 19.6                                                                      | 19.0                                                                      | 13.3                                                                      | 9.3                                                                       | 5.3                                                                       | 3.8                                                                       | 122.6                                                                     |
| 平均降雪天数                                                              | 0.2                                                                       | 0                                                                         | 0                                                                         | 0                                                                         | 0                                                                         | 0                                                                         | 0                                                                         | 0                                                                         | 0                                                                         | 0                                                                         | 0                                                                         | 0                                                                         | 0.2                                                                       |
| 平均相對濕度（％）                                                        | 70                                                                        | 64                                                                        | 60                                                                        | 61                                                                        | 65                                                                        | 72                                                                        | 76                                                                        | 77                                                                        | 74                                                                        | 74                                                                        | 72                                                                        | 72                                                                        | 70                                                                        |
| 月均日照時數                                                              | 198.1                                                                     | 205.4                                                                     | 224.2                                                                     | 223.5                                                                     | 206.3                                                                     | 139.1                                                                     | 129.9                                                                     | 144.5                                                                     | 150.6                                                                     | 145.8                                                                     | 188.5                                                                     | 185.2                                                                     | 2,141.1                                                                   |
| 可照百分比                                                                | 59                                                                        | 64                                                                        | 60                                                                        | 59                                                                        | 50                                                                        | 34                                                                        | 31                                                                        | 36                                                                        | 41                                                                        | 41                                                                        | 57                                                                        | 56                                                                        | 49                                                                        |
| 来源1：中国气象局all-time extreme temperature                             |                                                                           |                                                                           |                                                                           |                                                                           |                                                                           |                                                                           |                                                                           |                                                                           |                                                                           |                                                                           |                                                                           |                                                                           |                                                                           |
| 来源2：中国天气网， The Yearbook of Indochina (extremes 1907-1932)        |                                                                           |                                                                           |                                                                           |                                                                           |                                                                           |                                                                           |                                                                           |                                                                           |                                                                           |                                                                           |                                                                           |                                                                           |                                                                           |

## 政治

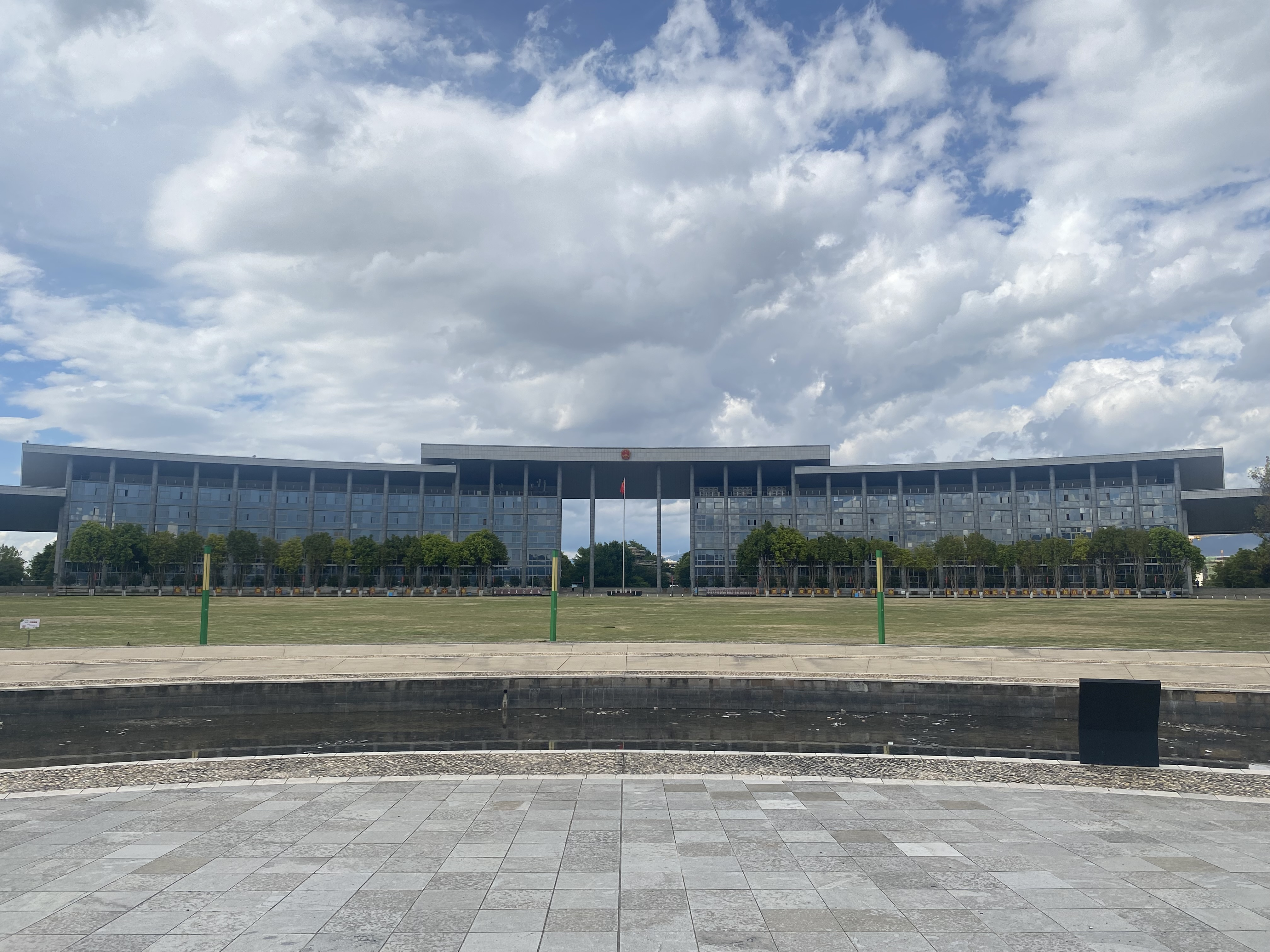
蒙自市行政中心

蒙自是红河州乃至滇南的政治中心。清末为分巡临安开广道治所，民国初期又为蒙自道治所。中华民国三年（1914年），蒙自设立具有民主象征意义的县议事会和参事会。十三年（1924年），雲南省政府在全省八县试办县议会，蒙自为其中之一。二十三年（1934年），国民政府在蒙自设县参议会。三十六年，中華民國首屆国民大会选举中，蒙自縣民眾從四位候選人中選出國大代表一名，為蒙自縣民首次直接參與全國性政務之實踐。
蒙自市是紅河哈尼族彝族自治州的首府，红河哈尼族彝族自治州人民政府的所在地。

### 地方首长
| 机构     | 中国共产党 蒙自市委员会 书记 | 蒙自市人民代表大会 常务委员会 主任 | 蒙自市人民政府 市长 | 中国人民政治协商会议 蒙自市委员会 主席 |
| -------- | ---------------------------- | ---------------------------------- | ------------------- | -------------------------------------- |
| 姓名     | 李梅                         | 李彪                               | 张波                | 符世海                                 |
| 民族     | 汉族                         | 汉族                               | 汉族                | 汉族                                   |
| 籍贯     | 云南个旧                     |                                    | 云南镇雄            | 云南蒙自                               |
| 出生日期 | 1970年11月（54歲）           |                                    | 1980年4月（45歲）   | 1973年6月（52歲）                      |
| 就任日期 | 2021年9月29日                | 2022年1月18日                      | 2022年1月18日       | 2022年2月14日                          |

## 行政区划

### 现行区划
蒙自市下辖5个街道办事处、4个镇、2个乡、2个民族乡：
- 街道：文澜街道、雨过铺街道、观澜街道、文萃街道、新安所街道
- 镇：草坝镇、芷村镇、鸣鹫镇、冷泉镇
- 乡：水田乡、西北勒乡
- 民族乡：期路白苗族乡、老寨苗族乡

| 蒙自市行政区划图 | 蒙自市行政区划图 | 蒙自市行政区划图                        | 蒙自市行政区划图  | 蒙自市行政区划图    | 蒙自市行政区划图 | 蒙自市行政区划图 | 蒙自市行政区划图 | 蒙自市行政区划图 | 蒙自市行政区划图 | 蒙自市行政区划图 |
| --- | ---------------- | --------------------------------------- | ----------------- | ------------------- | ---------------- | ---------------- | ---------------- | ---------------- | ---------------- | ---------------- |
| 雨过铺街道 草坝镇 冷 泉 镇 新安所街道 观澜街道 文萃街道 西北勒乡 文澜街道 鸣鹫镇 芷村镇 水田乡 老 · 寨 · 苗 · 族 · 乡 期路白苗族乡 |                  |                                         |                   |                     |                  |                  |                  |                  |                  |                  |
| 区划代码 | 区划名称         | 汉语拼音 （民族语）                     | 面积 （平方公里） | 人口 （2020年普查） | 下辖地区数量     | 下辖地区数量     | 下辖地区数量     | 下辖地区数量     | 政府驻地         | 邮政编码         |
| 区划代码 | 区划名称         | 汉语拼音 （民族语）                     | 面积 （平方公里） | 人口 （2020年普查） | 社区             | 村委会           | 自然村           | 村(居)民小组     | 政府驻地         | 邮政编码         |
| 532503001 | 文澜街道         | -                                       | 63.7              | 166,608             | 14               | 4                |                  |                  | 承恩街19号       |                  |
| 532503002 | 雨过铺街道       | -                                       | 93.07             | 36,713              | 2                | 4                |                  |                  | 大台子社區       |                  |
| 532503003 | 观澜街道         | -                                       | 78.63             | 87,539              | 5                | 7                |                  |                  | 碧色寨芳華苑     |                  |
| 532503004 | 文萃街道         | -                                       | 84.7              | 105,553             | 5                | 3                |                  |                  | 文萃路           |                  |
| 532503005 | 新安所街道       | -                                       | 87.2              | 45,124              | 3                | 4                |                  |                  | 南屯社区         |                  |
| 532503102 | 草坝镇           | -                                       | 136.9             | 37,574              | 1                | 13               |                  |                  | 仙景社區         |                  |
| 532503105 | 芷村镇           | -                                       | 301               | 30,708              | 1                | 10               |                  |                  | 芷村社區         |                  |
| 532503106 | 鸣鹫镇           | -                                       | 224.6             | 18,555              | 1                | 5                |                  |                  | 鸣鹫社区         |                  |
| 532503107 | 冷泉镇           | -                                       | 399.9             | 19,722              | 1                | 7                |                  |                  | 冷泉社区         |                  |
| 532503201 | 期路白苗族乡     | （苗）[] 错误：{{Lang}}：无文本（帮助） | 212.4             | 13,276              | 1                | 5                |                  |                  | ？               |                  |
| 532503202 | 老寨苗族乡       | （苗）[] 错误：{{Lang}}：无文本（帮助） | 157               | 9,636               | 1                | 3                |                  |                  | 老寨社区         |                  |
| 532503203 | 水田乡           | -                                       | 188.7             | 5,317               | 1                | 3                |                  |                  | 水田社区         |                  |
| 532503204 | 西北勒乡         | -                                       | 200.2             | 9,651               | 1                | 4                |                  |                  | 西北勒社区       |                  |
| [ 79 ] | [ 79 ]           |                                         | [ 80 ]            | [ 6 ]               |                  |                  |                  |                  |                  |                  |

### 区划沿革
明嘉靖二年（1523年），蒙自县下设鹿苑、芷村、花丈、個西、判村、个旧、波黑7乡。清康熙四年 （1665年），析县东南地置开化府，区城缩小，调整为鹿苑一乡、鹿苑二乡、個西、个旧、倘甸5乡；二十五年 （1686年），新安所裁归蒙自，其所辖六伍 （樊伍、张伍、刑伍、陈伍、孙伍、温伍）划属鹿苑 二乡。嘉庆二十四年（1819年），纳更土巡检、犒吾土把总地划属蒙自，县以下区划改为鹿苑、芷村、苴使、花丈、個西、沙甸、六郎、纳更、蒙山、河尼、判村11个里。光绪三十三年(1907年)，废里设区，全县划为中区、东区、南区、西区、西南区、北区、纳更犒吾特别区等7个区。
中华民国初年沿袭清制。民国二年（1913年）析县西部矿区置个旧县。全县调整为7个区，区下设乡、镇。一区辖县城、城郊及碧色寨等地，计1乡2镇； 二区辖芷村、期路白等地，计26乡2镇；三区辖新安所、冷泉、蛮耗（今蔓耗）等地，计26乡3镇； 四区辖大屯、雨过铺等地，计20乡1镇；五区辖鸡街、沙甸、倘甸等地，计19乡2镇；六区辖多法勒、大郭西、雷公哨、大洛就等地，计19乡1镇；七区辖纳更、犒吾等地，所辖乡镇不获考。民国七年（1918年），根据云南省军政府《整顿团保办理保甲案》，全县划为7个团保区。民国十七年（1928年），南京政府统一中国，废团保制，复设区、乡、镇，全县划为10个区。十八年（1929年）调整为9个区，区以下划为52乡18镇，乡以下辖562国、2073邻。二十七年 (1938年) ，废间邻、编保甲，共设223保、2118甲。二十八年（1939年)，云南省民政厅叁壹字1326号训令，废区扩乡(镇)，全县划为17乡(镇)、164保、1423甲。
中华人民共和国政府于1950年正式管辖蒙自后，区划规模名称变化频繁。1950年4月全县辖蒙中、鸡街、冷泉、芷莫（后分别改为一、二、三、四区）、江外5个区。因县政府一直未曾接管江外区，遂划属新置的新民县（今元阳县）。1951年2月，析第四区期路白、莫别等地置第六区，以个旧市划入的乍甸等6个乡和二区的倘甸、石岩寨乡置第七区，第一区人民政府迁至新安所，析一区的碧色寨、草坝置第五区；县城置蒙中区（后改为城关区）。1952年，改新安所街、鸡街、冷泉街、芷村街、碧色寨街为乡，全县辖7街、52乡。1953年，裁第七区。1956年，析城关区的3个街置城关镇，全县辖6区、1镇、3街、49乡。
1957年5月，坝区的乡建成一乡一社的农业生产合作社，一、二、五区改为大乡，一区的楚冲乡划属三区，城关区并入城关镇。7月，文山县的鸣鹫、老寨 等8个乡划入蒙自，置鸣鹫区。三、四、六区分别改称冷泉区、芷村区、期路白区。1958年10月，撤销蒙自县建制，新安所、大红寨、十里铺、新民4个大乡合并为蒙坝人民公社，芷村和期路白合建芷村人民公社，冷泉、鸣鹫两区改为冷泉、鸣鹫公社，后隶属蒙自联社（1959年1月建立）。草坝区与开远县羊街合建燎原公社，划属开远联社。1959年10月，恢复蒙自县建制，蒙坝公社分为城关区和新民、新安所、曙光3个公社，芷村公社分为芷村、期路白两个公社。全县辖1个区、7个人民公社。1961年2月，鸡街、大屯、雨过铺、草坝等地划还蒙自，原开远县左美管理区也随草坝划属蒙自。1962年11月，复公社为区，改管理区为公社。曙光公社并人城关区，倘甸公社并人鸡街区，大屯公社划属个旧市。1963年，雨过铺区并入鸡街区。1965年，区制废除，复改为人民公社和生产大队。
1966年5月，四清运动后期，析冷泉公社的水田、马次邑、斜坡、蛮耗4个大队置水田公社，析鸣鹫公社的老寨等四个大队置老寨公社，析鸡街公社的倘甸、雨过铺置倘甸、雨过铺两公社。全县调整为16个公社，9个居民委员会、88个大队。公社和居委会全部以政治色彩极其浓厚的红色名称命名: 东方红公社（原城关公社）、曙光公社（原十里铺公社）、东风公社（原新安所公社）、红寨公社 (未改)、红卫公社（原新民公社）、燎原公社（原草坝公社）、红旗公社（原鸡街公社）、红星公社（原倘甸公社）、工农公社（原雨过铺公社）、红锋公社（原冷泉公社）、先锋公社（原水田公社）、前卫公社（ 原芷村公社）、黎明公社（原期路白公社）、前进公社（原鸣鹫公社）、前哨公社（原老寨公社）、红光公社（原西北勒公社）。1975年鸡街、倘甸两公社划属个旧市。1977年，蛮耗、打靶期两个大队划属个旧。1984年废除人民公社体制，恢复区镇建制，蒙自县辖城关镇和红寨、十里铺、雨过铺、新安所、草坝、多法勒、冷泉、水田、芷村、期路白、鸣鹫、老寨、西北勒13区。1988年1月，废区改乡、镇，全县辖9乡5镇。
2001年，蒙自县加快推进城市化建设，将辖有的红寨、多法勒、十里铺、鸣鹫、冷泉5乡改为镇。乡镇下辖的村公所 (办事处)改称村民委员会。全县辖10镇4乡(文澜镇、新安所镇、雨过铺镇、草坝镇、芷村镇、红寨镇、多法勒镇、十里铺镇、鸣鹫镇、冷泉镇、老寨乡、期路白乡、水田乡、西北勒乡)。2002年，文澜镇规划为银河、绿茵等18个社区，并于当年启动11个社区。全县辖10镇、4乡，包含11个社区居委会、86个村（居）委会、693 个自然村。2003 年，原文澜镇、红寨镇、十里铺镇、多法勒镇合并为文澜镇。
2019年3月24日，云南省人民政府批复同意撤销文澜镇，设立文澜街道；撤销雨过铺镇，设立雨过铺街道。
2020年5月18日，红河州人民政府批复，同意将隶属文澜街道的马房村民委员会整建制调整到雨过铺街道管辖；将隶属雨过铺街道的仁厚、永宁2个村民委员会整建制调整到文澜街道管辖；同意将管辖范围调整后的文澜街道析置为文澜街道、观澜街道、文萃街道。
2021年8月11日，云南省人民政府批复同意撤销新安所镇，设立新安所街道；同意将草坝镇碧色寨村划归观澜街道。

## 人口

### 统计
2020年第七次人口普查结果，蒙自市总人口共有185,616户、585,976人，城镇人口430,355人（占73.44%），乡村人口155,621人（占26.56%）。共有男性297,505人、女性288,471人，性别比为103.13。0－14岁人口共107,039人（占18.27%），15-59岁人口共407,226人（占69.49%），60岁及以上人口共71,711人（占12.24%），其中65岁及以上人口共48,775人（占8.32%）。蒙自市大学专科学历及以上人口有99,447人，15岁以上的文盲有10,455人，文盲率为1.78%。
2022年末统计，蒙自市常住人口共59.33万人，其中常住城镇人口44.54万人。全市城镇化率达75.07％。户籍人口共46.1万人，其中城镇人口28.36万人。

### 族群
蒙自境内居住有46个民族，其中汉、彝、苗、壮、回为世居民族，彝族和壮族为原住民。从古至今，蒙自的少数民族人口均高于汉族人口，为红河州北部七县（市）中少数民族人口比例最高的城市。截至2020年末，全市人口（常住人口）中，汉族人口为276294人，占总人口的47.15%，各少数民族人口为309682人，占总人口的52.85%；全市户籍人口 446328 人，户籍人口中少数民族常住人口 269158 人，占全市总人口的60.3%。
| 民族               | 汉族    | 彝族    | 苗族   | 壮族   | 回族  | 其他民族 |
| ------------------ | ------- | ------- | ------ | ------ | ----- | -------- |
| 人口               | 177,170 | 130,922 | 70,828 | 46,466 | 4,252 | 16,690   |
| 占总人口比例       | 39.7%   | 29.33%  | 15.87% | 10.41% | 0.95% | 3.74%    |
| 占少数民族人口比例 | ---     | 48.64%  | 26.31% | 17.26% | 1.58% | 6.2%     |

## 交通
蒙自自古即是南方陆上丝绸之路“通安南天公道”上的重要商埠和兵家重镇，汉唐时期已是云南出海和深入内地的交通要冲。民国时期是云南省唯一同时拥有铁路、公路、空运、水运四种交通体系的大县。后由于蒙自的经济地位被昆明取代，加之“解放后”，多条铁路线被拆除，其滇南交通枢纽的地位被开远取代，交通基础设施建设逐渐停滞。20世纪后期才开始重新重视起交通建设。21世纪后，蒙自的交通建设实现飞跃式发展，成为云南省四大区域性综合交通枢纽之一。2022年，弥蒙高铁、红河蒙自机场、红河综合交通枢纽等在建或新建项目被纳入云南省综合交通枢纽“十四五”发展规划。

### 公路

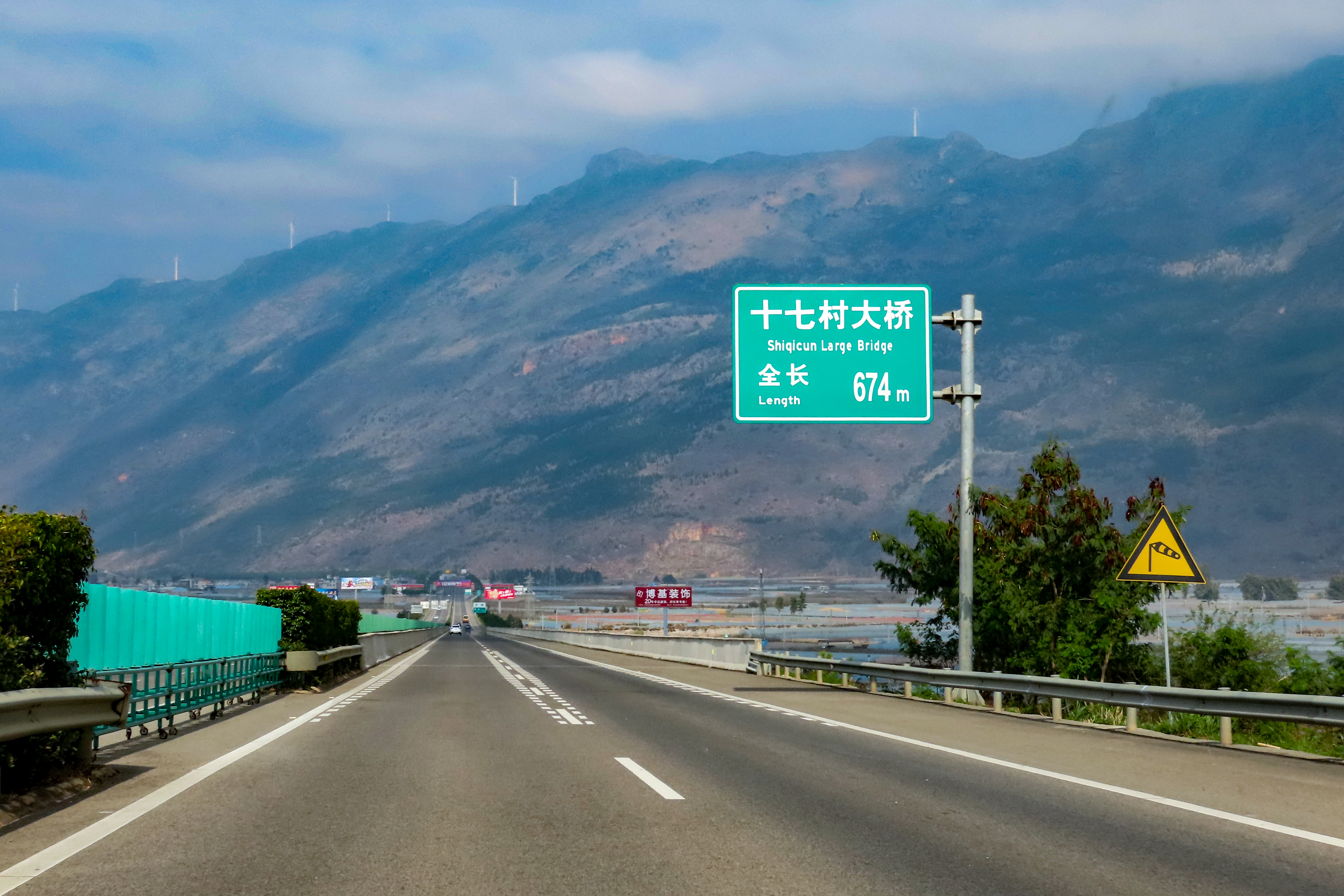
Shiqicun Bridge of G8011 Kaihe Expressway (20200126144022)

蒙自最早的公路为民国二十六年（1937年）修建通车的县城至鸡街公路，与鸡街至昆明的公路相接，是扬河公路的一部分。此后由于抗战爆发，滇越边境封锁，日机频袭滇越空域，公路修建遂停滞。直至抗战末期，公路修建工作才陆续恢复。至民国三十四年（1945年），先后修通了县城至大屯、雨过铺、草坝等周边乡镇的吉普车便道。1966年2月，扬河公路蒙自至河口段修通。
改革开放后，县政府开始对现有公路进行改建，提高公路等级，同时规划发展新的线路。二十一世纪后，蒙自交通发展实现质的变化。2006年12月，鸡蒙一级公路（红河大道）通车（是 326国道的一部分），成为蒙自的城市景观大道。2008年至2013年，新河高速、蒙新高速、锁蒙高速（均属 开河高速）先后建成通车。2017年，蒙文砚高速建成通车（属 天猴高速和 砚文高速）。2018年，新鸡高速建成通车，标志着蒙自绕城高速公路全线贯通。2021年7月， 蒙屏高速正式通车。
截至2020年末，蒙自市公路通车里程达2000.22公里。其中：高速公路152.39公里，一级公路17.74公里，二级公路37.75公里，三级公路119.71公里，四级及以下公路（农村公路）1665.81公里，等外公路6.81公里。实现全市通乡公路路面硬化率100%，村委会通畅率100%，自然村通达率100%。

### 路面公共交通

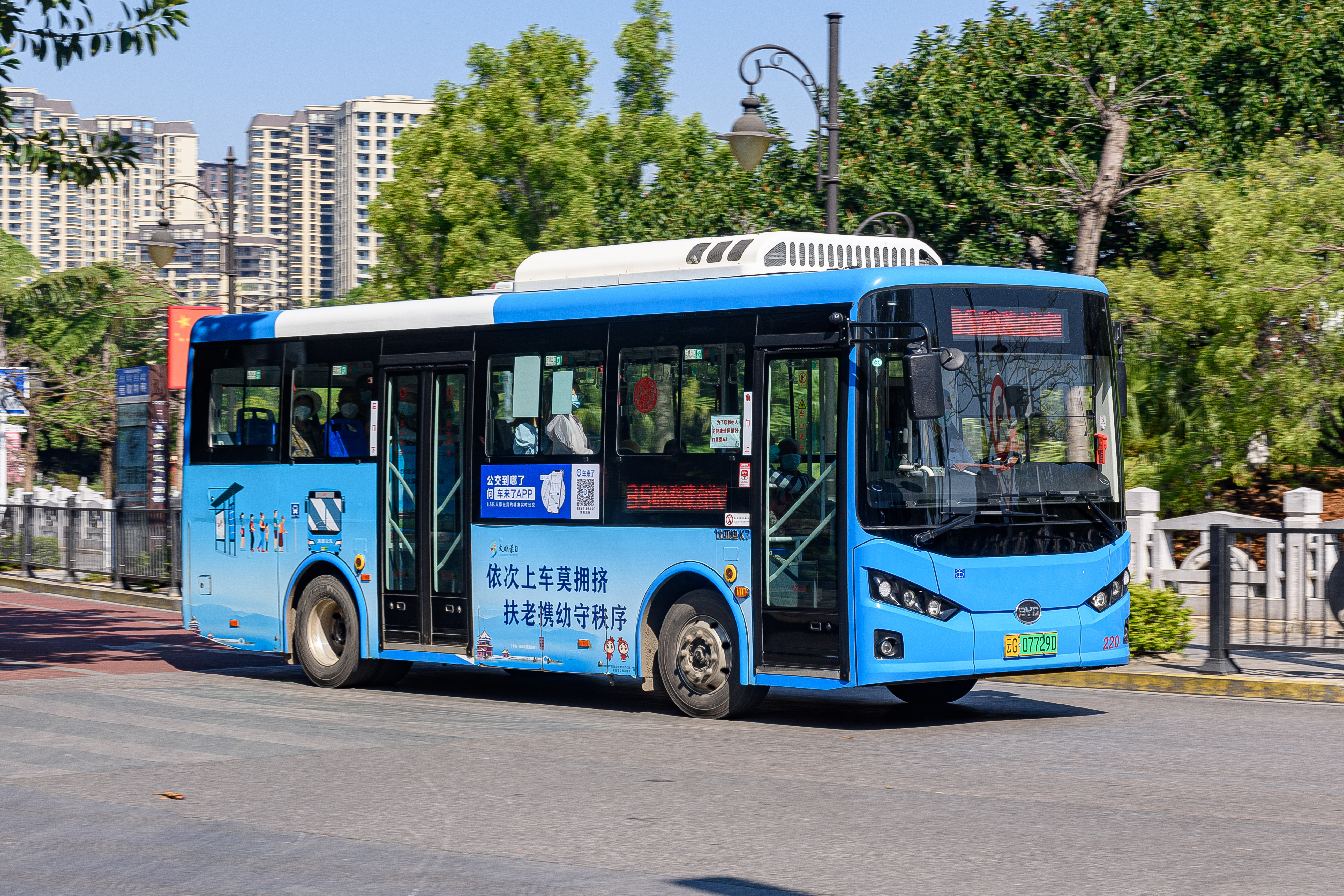
220_at_Mengzi_Erzhong_(20230405101703)

1995年，蒙自天马汽车客运出租公司成立，为蒙自第一家民营客运出租企业。1996年，天马客运公司在蒙自开通公交运营，为蒙自城市公共交通之始。2000年，蒙自公共汽车有限公司成立，并取代天马客运经营城市公交。截至2022年末，蒙自市有公交车路数67路，实有公共汽车运营车辆241辆，完成公共汽车客运总量869.6万人次。

### 城市轨道交通

红河有轨电车

### 铁路

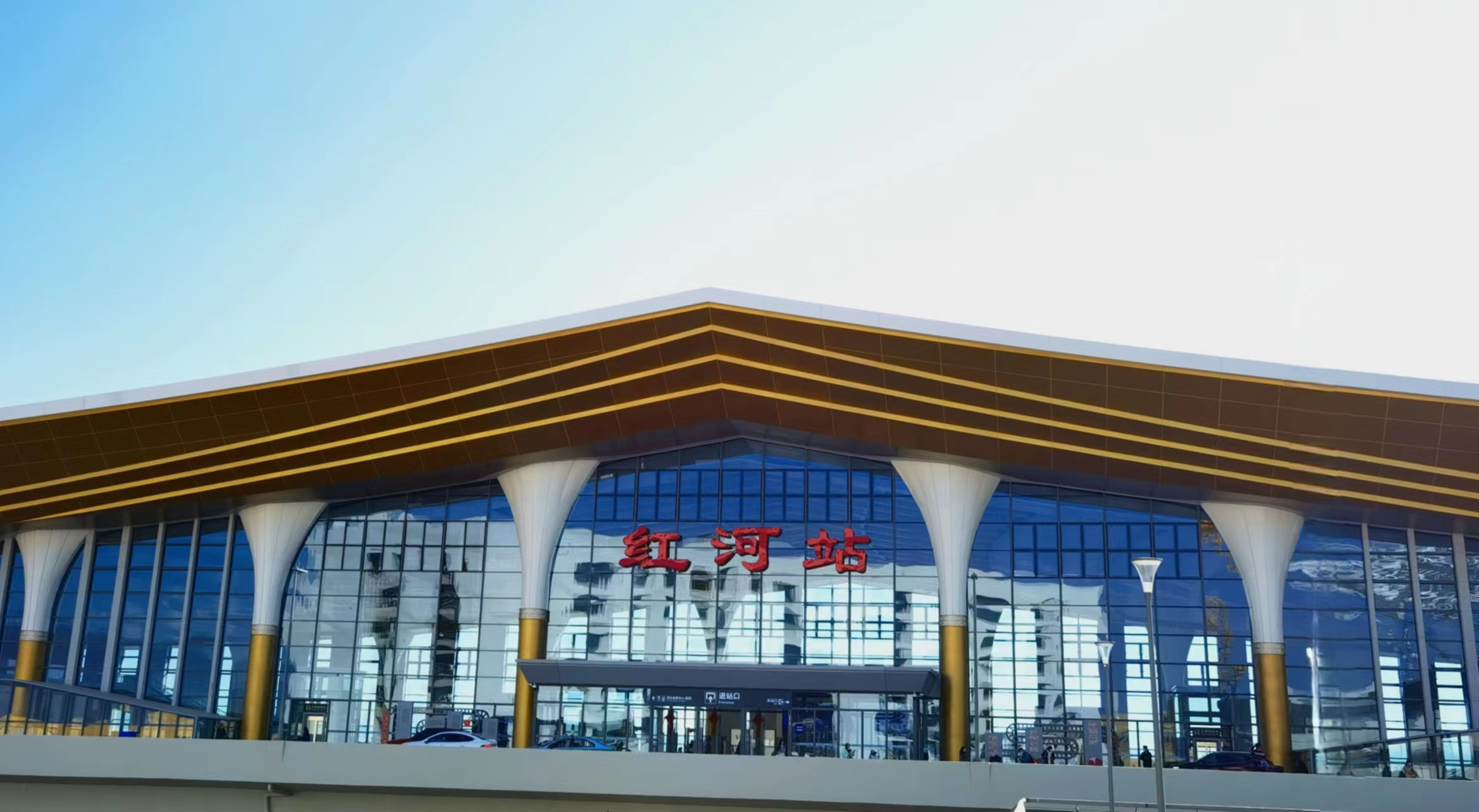
蒙自红河站

蒙自是云南省最早修通铁路的地方之一，至今仍是滇南地区的重要铁路枢纽。境内的主要车站有蒙自站、蒙自北站（2019年停办客运）和红河站。另外还有碧色寨站等乡镇级车站。境内的滇越铁路于清末全线通车，而民国二十五年（1936年）竣工的个碧石铁路则是中国西南地区的第一条民营铁路。1969年，草官铁路全线竣工，次年运营。2013年至2014年，玉蒙铁路、蒙河铁路先后通车运营（均属昆玉河铁路），最高设计时速120千米/小时。2022年12月，弥蒙铁路通车，与南昆客运专线接通，最高设计时速250千米/小时，蒙自至昆明最快仅需69分钟。
2023年6月，文蒙铁路可行性研报告获国铁集团和云南省政府批复，线路全长115.3公里，投资估算153.84亿元，预计建设工期4年零6个月。

### 航空
自民国以来，蒙自就是滇南的防空要塞。民国十四年（1925年），唐继尧下令在在蒙自县城东南建机场，随后历经多次整修扩建。民国二十七年（1938年），蒋介石下令扩建后，机场东西长1200米，南北宽900米，并改为军事机场，为抗战时训练空军的主要地点。抗战胜利后，改为民用机场。内战末期，改回军用机场。1950年中共执政后，决定另建蒙自军用机场，老机场遂被废弃。1962年9月，新机场交付使用。1985年，新机场短暂开办客运，后出于安全原因于1986年停办。
尽管蒙自航空发展历史悠久，但一直没有民用机场。1999年，红河州启动红河蒙自机场建设项目。由于蒙自为防空重地，民用机场建设牵涉国防战略需求、当地驻军利益等，故建设进展极其缓慢。2014年，历时整整十四年，红河蒙自机场才获中共中央军委、国务院批准立项。2020年，红河蒙自机场启动建设，总投资41.25亿元，等级为民用4C。

### 水运
水运在清末和民国时期是蒙自极其重要的交通运输方式，红河、长桥海至大屯海是两条重要的航道。

## 经济
| 1985-2022年蒙自市国内生产总值                                                       |
|                                                                                     |
| 統計單位：億元（人民幣） 数据来源：历年《云南统计年鉴》、《蒙自县志（1978～2009）》 |

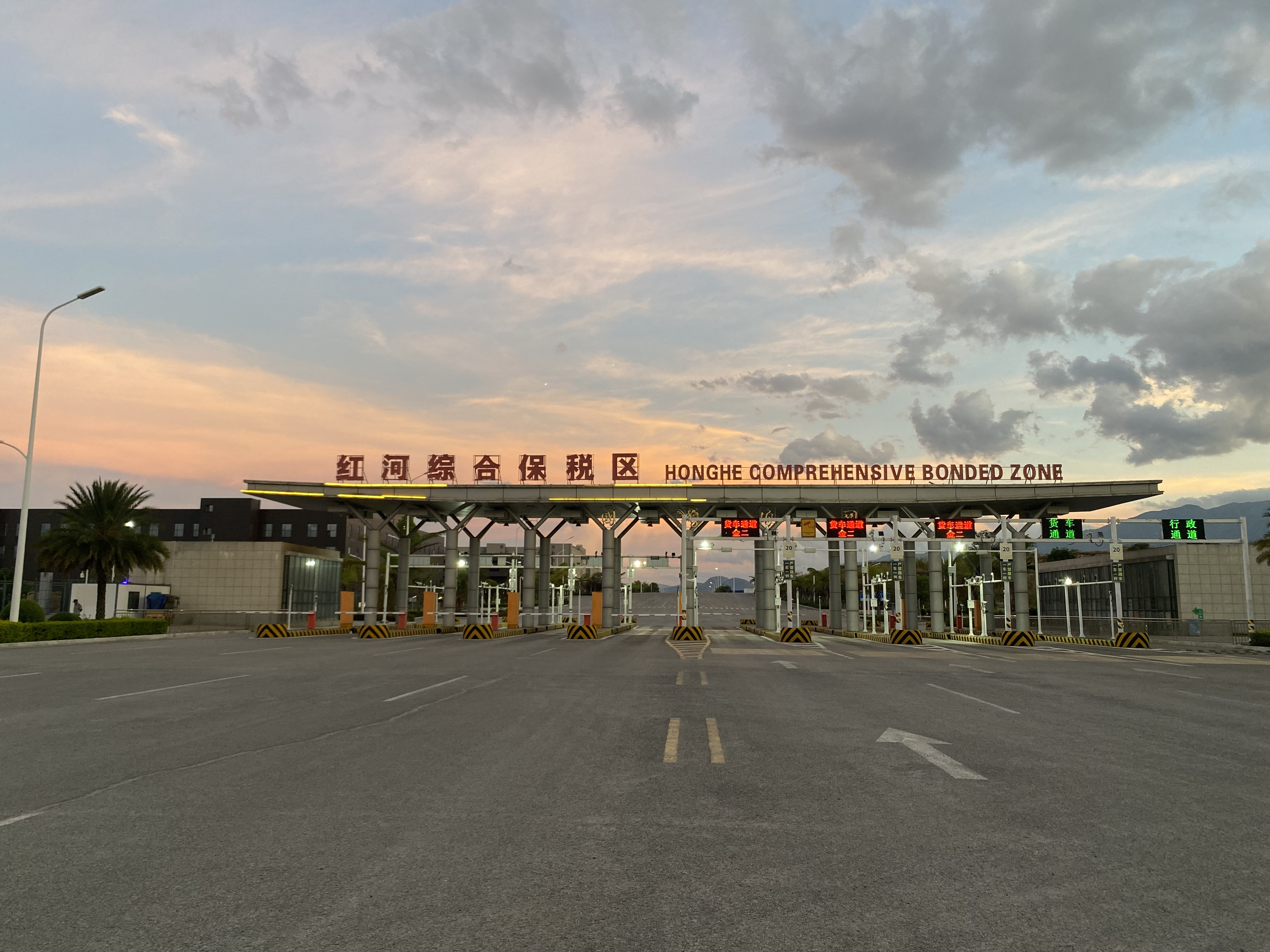
红河综合保税区

清朝末期，蒙自便被辟为商埠，一度成为云南省外贸中心。滇越铁路通车后，其经济地位虽被昆明取代，但终民国治下四十载，仍不失为經濟重鎮。中华人民共和国建政后，蒙自经济地位下降，不再是滇南贸易中心。1992年，蒙自被列为省级经济开发区，此后蒙自经济发展迅速。
2022年统计，蒙自市地区生产总值达474.81亿元人民币，居红河州第二（次于弥勒市），第一、二、三产业的产值分别为40.69、214.9、219.22亿元，三产结构比为8.6 : 45.2 : 46.2。人均生产总值为80,231元，居州内第五，高于云南省平均值（61,716元），低于全国平均值（85,698元）。城镇常住居民人均可支配收入44,982元，农村常住居民人均可支配收入19,711元；全市城镇非私营单位在岗职工年平均工资为106,548元。

### 农业
蒙自位于云南低纬高原，且地处坝区，是滇南重要的农业基地，曾是传统的“农业大县”。

#### 种植业
蒙自农业以种植业为主，历史悠久，发展缓慢。最早可追溯至元明时期的屯田制度。民国二十五年（1936年），云南省政府在草坝成立开蒙垦殖局，兴修水利，开垦农田，引进推广农业技术，将草坝发展为蒙自重要的种植基地。1950年代后种植业虽有所发展，但随后的“大跃进”、文革动乱使得蒙自的种植业水平在近四十年间未有实质进步。改革开放后，随着家庭联产承包责任制的实施及相关技术的推广，蒙自粮食产量开始提高，政府开始调整农产结构，加大对特色农产业的扶持，山区主要种植烤烟、山地大白菜和蚕桑，坝区则以石榴、大枇杷、小红枣、蔬菜为主。蒙自种植的粮食作物主要是水稻、玉米、小麦和豆，截至2022年，全市粮食种植面积568,665亩，产量15.81万吨。蒙自著名的农业特产有石榴、大枇杷、小红枣、苹果等。
|                    | 粮食  | 稻谷 | 小麦 | 玉米 | 豆类 | 薯类 | 油料 | 油菜籽 | 花生 | 烤烟 | 蔬菜  | 水果  | 甘蔗 | 茶叶 |
| ------------------ | ----- | ---- | ---- | ---- | ---- | ---- | ---- | ------ | ---- | ---- | ----- | ----- | ---- | ---- |
| 种植面积（万公顷） |       |      |      |      |      |      |      |        |      |      |       |       |      |      |
| 产量（万吨）       | 15.74 |      |      |      |      |      | 0.26 | 0.12   | 0.12 | 0.51 | 37.81 | 43.19 | 2.40 | 0.01 |

#### 畜牧业
| 猪    | 猪    | 猪     | 牛   | 牛   | 牛     | 羊   | 羊   | 羊     | 家禽   | 家禽   | 家禽   | 禽蛋 | 牛奶产量 | 水产品 |
| 存栏  | 出栏  | 肉产量 | 存栏 | 出栏 | 肉产量 | 存栏 | 出栏 | 肉产量 | 存栏   | 出栏   | 肉产量 | 禽蛋 | 牛奶产量 | 水产品 |
| 32.37 | 42.59 | 3.58   | 7.99 | 2.20 | 0.35   | 5.35 | 4.73 | 0.10   | 218.70 | 328.56 | 0.57   | 0.64 |          | 0.36   |

### 工业
2022年，蒙自市实现工业总产值521.47亿元，其中规模以上工业产值492.32亿元。主要产业为农副食品加工、医药制造、非金属矿物制品、金属冶炼及加工、电子设备制造、电力、热力生产和供应、建筑业等。

### 服务业

#### 消费零售
2022年，蒙自市实现社会消费品零售总额179.4亿元，其中商品零售额151亿元，餐饮收入额28.4亿元。

#### 金融

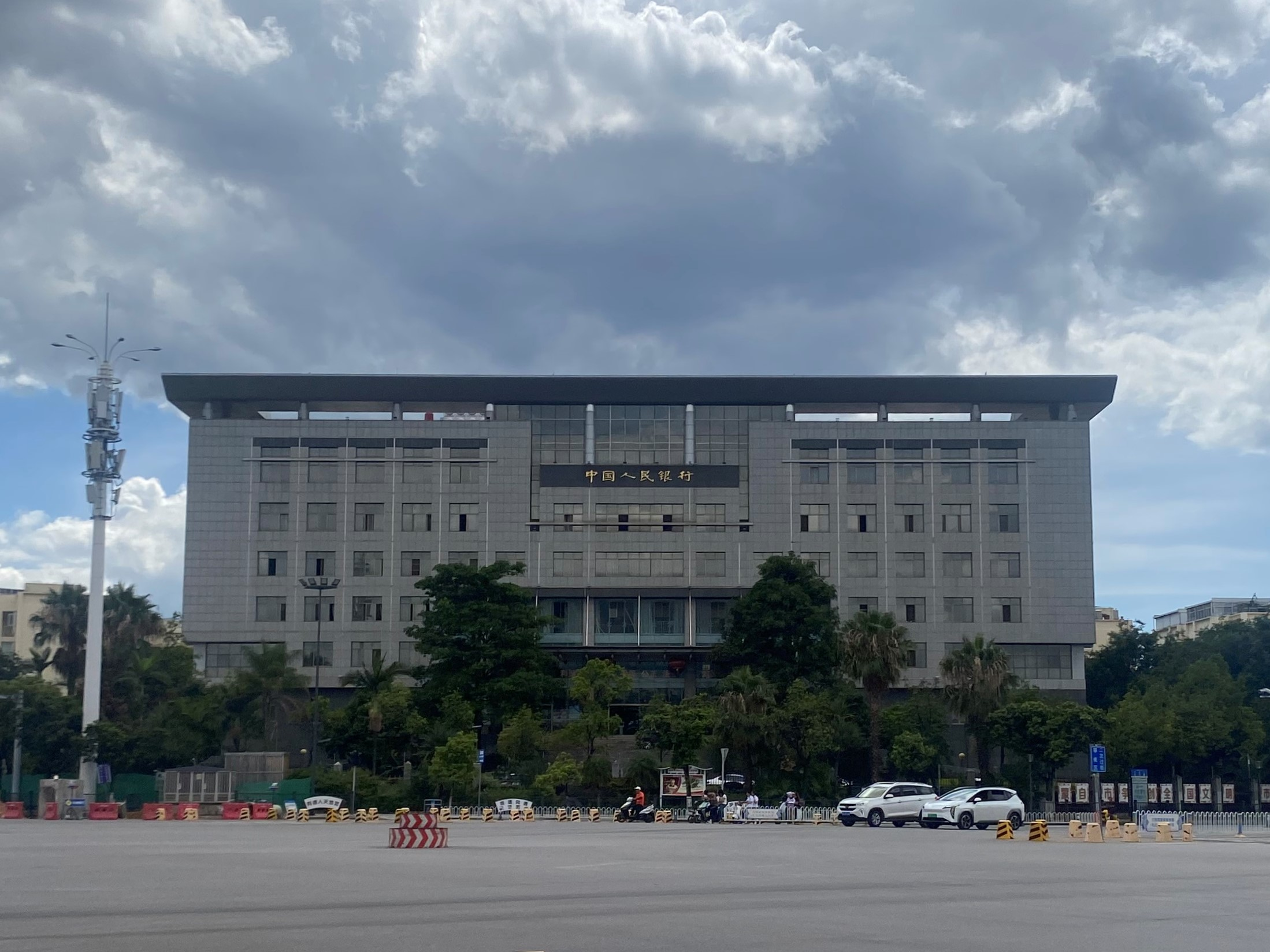
中国人民银行红河州分行

2020年,中国人民银行、中国农业发展银行、中国工商银行、中国农业银行、中国银行、中国建设银行、交通銀行、华夏银行、广发银行、平安银行、招商银行、中国民生银行、富滇银行、曲靖市商业银行、中国邮政储蓄银行共15家银行在蒙自设有红河州分行；其中，中国人民银行、中国农业银行、交通银行、富滇银行、中国邮政储蓄银行、沪农商村镇银行等7家银行在此设有蒙自市支行。云南蒙自农村商业银行为蒙自的本土银行。2022年，蒙自市金融机构存款余额581.61亿元，其中储蓄存款余额283.01亿元。全市金融机构贷款余额618.45亿元。

#### 贸易
2022年，蒙自市外贸进出口总额255,823万元。

## 城市建设

### 建城史

#### 蒙自城

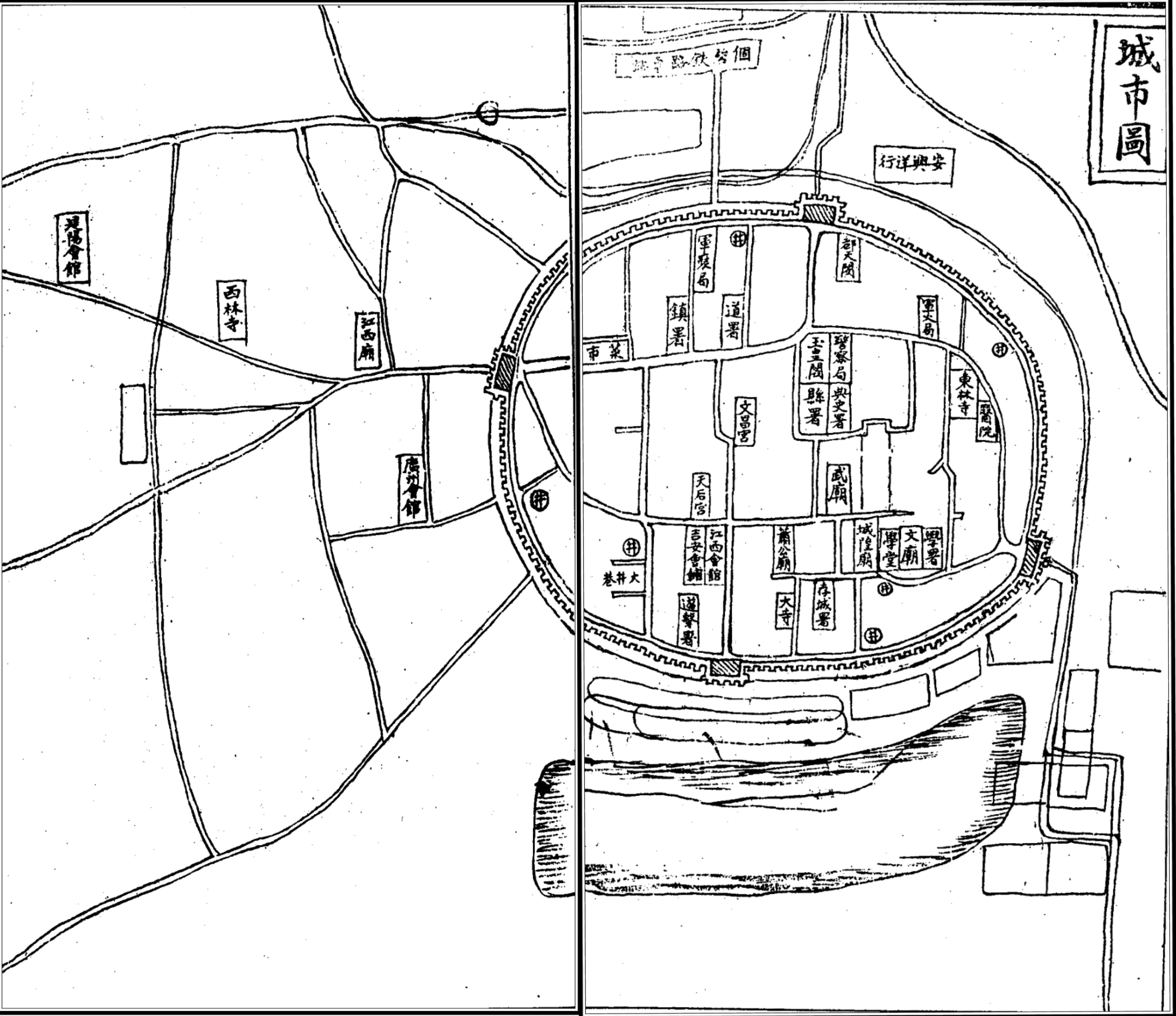
宣統《續蒙自縣志》蒙自城市圖

元置蒙自县，县城在目则山下，后迁北窑犁江河北岸，因地势低洼，常受洪涝灾害影响，再南迁至今南湖老城区一带。明以前蒙自无城墙，明成化二十年（1484年），县丞陈溥修筑土城墙，周围七百丈，修楼橹，开四道城门，东曰拱曦，西曰朝岳，南曰凝清，北曰通贡。其后城墙经历过多次翻修，然而因由土而筑，往往随修随圯。当地士绅尹廷俊率子孙后代捐银修筑石城，耗资一万八千余两，建歇山顶二重檐二层城楼，设四门，以其本人及子孙之名命之，东曰奎壁，西曰皋夔，北曰禹稷，南曰见湖（取尹俊廷之号），城墙周围四里三分，高一丈七尺。万历十五年（1587年），为土匪攻城时所毁，后虽有修补，但逐渐倾颓。清乾隆二十六年（1761年），知县张准派人大修城墙，东门曰仁育，南门曰阜民，西门曰义正，北门曰承恩。

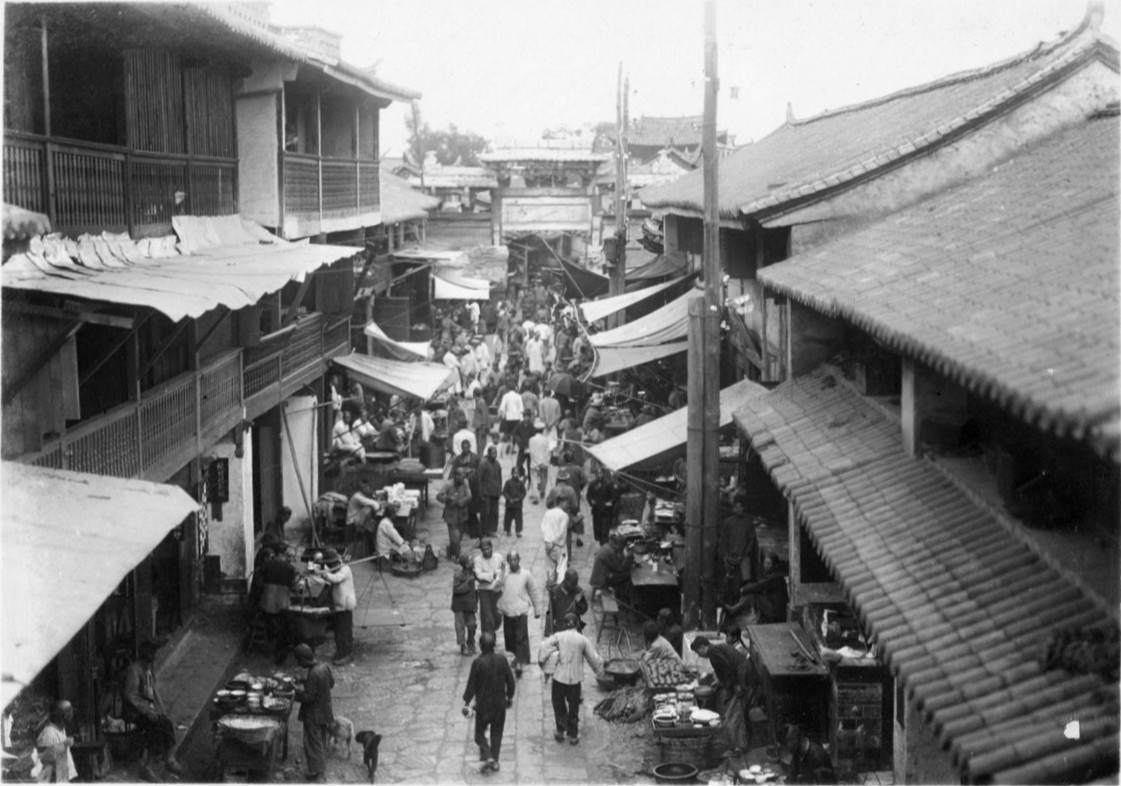
1920年代的蒙自縣城建筑，可见其「前店后宅」的商业风格

光绪十五年（1889年）开关通商后，蒙自商号云集，人口骤增，由东向西形成长形复合式坡脊聚落。城内街道以四城门为经纬中轴线，呈棋盘式分布。由于商业发达，民国时期蒙自的城市建筑形成了「上宅下店」、「前店后宅」等形式及风格。抗日战争期间，日机多次空袭蒙自，多处城垣被毁。民国三十六年（1947年）县政府筹资修复。
中華人民共和國成立后，开始对旧城实施改造。1951年12月，县城城墙被拆除。多数古建筑，所有牌坊被一并拆除。此后四十年间，城市街巷虽有新建、扩建，但城市建设无统一规划，建筑布局紊乱，至1989年全县仅有人民路一条主干道。
自2003年州府回迁蒙自后，蒙自城市建设发展迅速，城区范围迅速扩张。2003年至2009年间，完成了十几条城市道路的延伸、改造工程，以及城市电网、城市供水和管道改造，新建数个中小学校、医院（及院区）、城市污水处理厂、垃圾处理厂等市基础设施和配套设施项目，并对老城区进行全面改造。

#### 新安所城

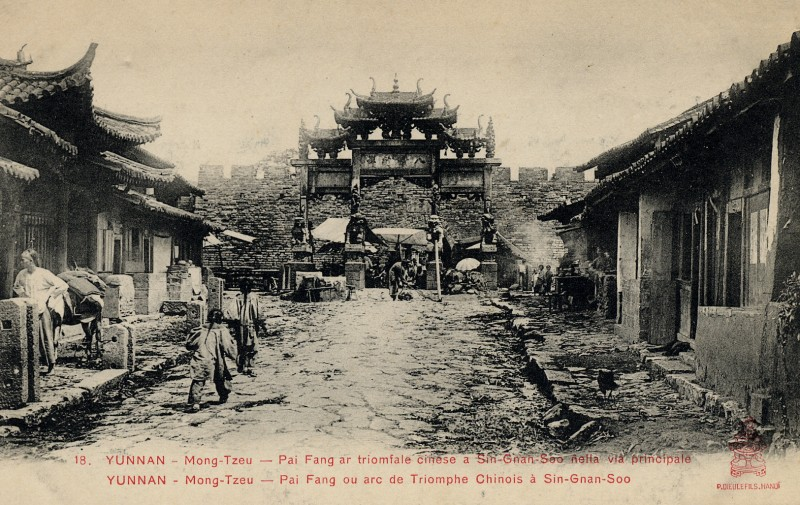
新安所八道坊

新安所虽是蒙自的下属街道（镇），但因其地位重要，自古为滇南军事重镇，明至民国均驻有军队，故建有城墙、牌坊等。明代置新安守御千户所。最先筑城于花丈里，名花丈城，后迁至补瓦寨，距蒙自县城十里。明正德十二年（1517年）修筑城墙，周围二百一十丈，设南北二门。清康熙二十五年（1686年），新安所城裁归蒙自，古城保留。中华人民共和国建政后，于1951年拆除城墙。

### 现状
截至2022年，蒙自市建成区面积达34.6平方公里，由1989年的4.58平方公里扩张了近十倍，市政道路里程达417公里，逐渐形成“一环四横六纵两走廊”的城市路网。建成区绿地覆盖率达36.01%，生活垃圾无害化处理率达100%，城市污水处理率达97.1%，同时推进了南湖北片区城市更新、红河大道改造提升等项目，荣获“全国无障碍示范市”称号。2022年1月，蒙自东大街被列为云南省省级历史文化街区。

## 社会

### 教育

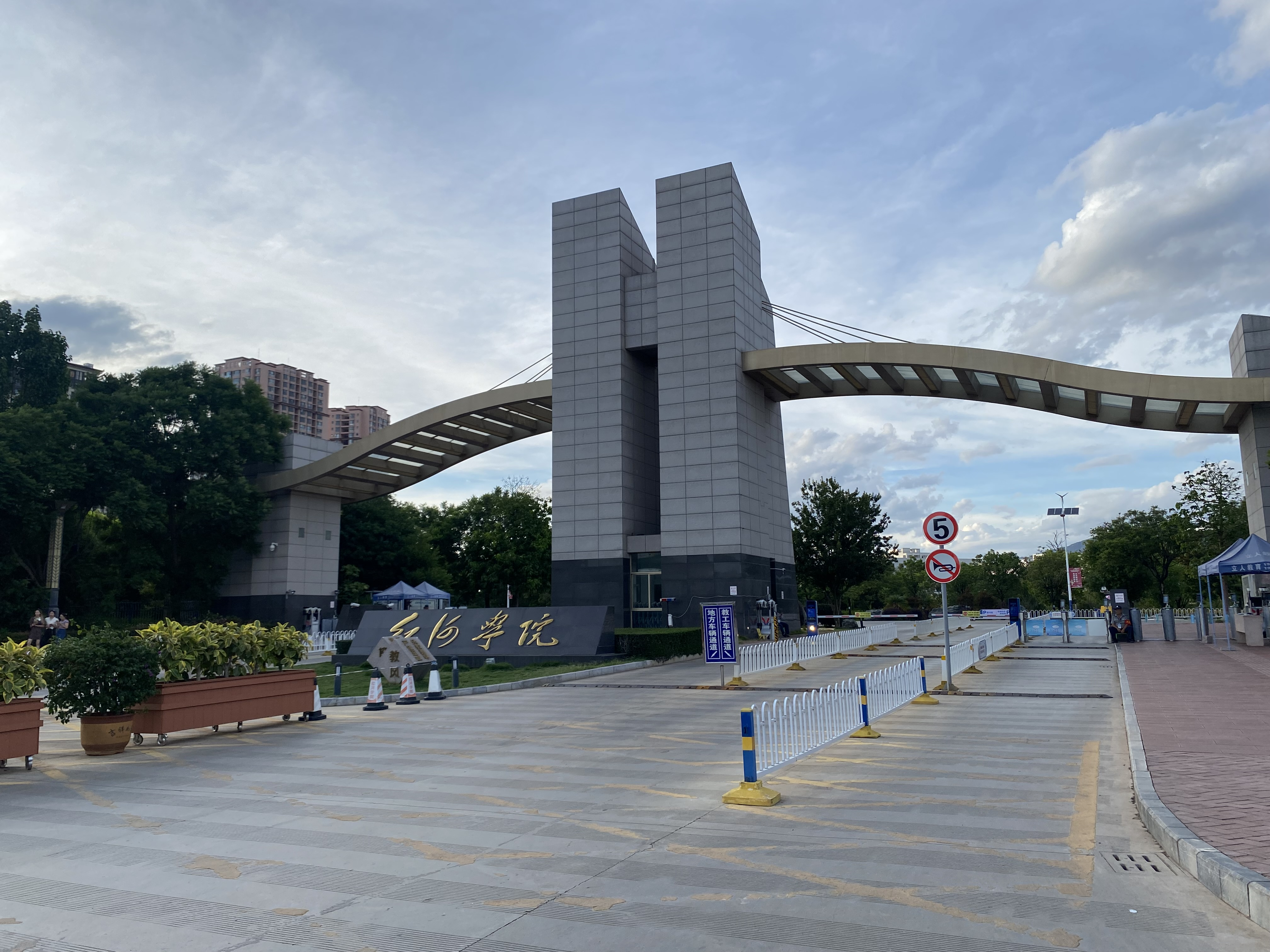
红河学院

明以后，儒家文化随大量汉族军民官商进入蒙自。明代时县内已有书院、学宫、私塾；清代后规模扩大，学宫已不亚于内地，私塾更增至数十家，涵盖汉族、白族、彝族等聚居区。先后培养出文进士32人，翰林6人，武进士8人，封疆大吏4人。其中，蒙自尹氏为当时云南重要的进士家族之一，有“三代四翰林”的美誉。清末民初，蒙自开办新学，创办了初级师范学校、高等小学堂以及中法合办的中法学堂。其中，于宣统二年（1910年）创办的省立第三模范中学即为蒙自一中的前身。民国年间，先后创办了6所中等专业学校和1所职业学校，至民国三十八年（1949年）蒙自已有中学两所、小学74所。
高等教育方面，1950年后曾在蒙自先后创办过滇南大学、红河师范专科学校、蒙自师范专科学校等大专院校。红河学院为蒙自市及红河州境内的唯一高等院校。
截至2020年，蒙自市有大学1所、中等职业教育学校5所、普通高级中学5所、初级中学14所、小学77所、幼儿园122所。

### 医疗卫生

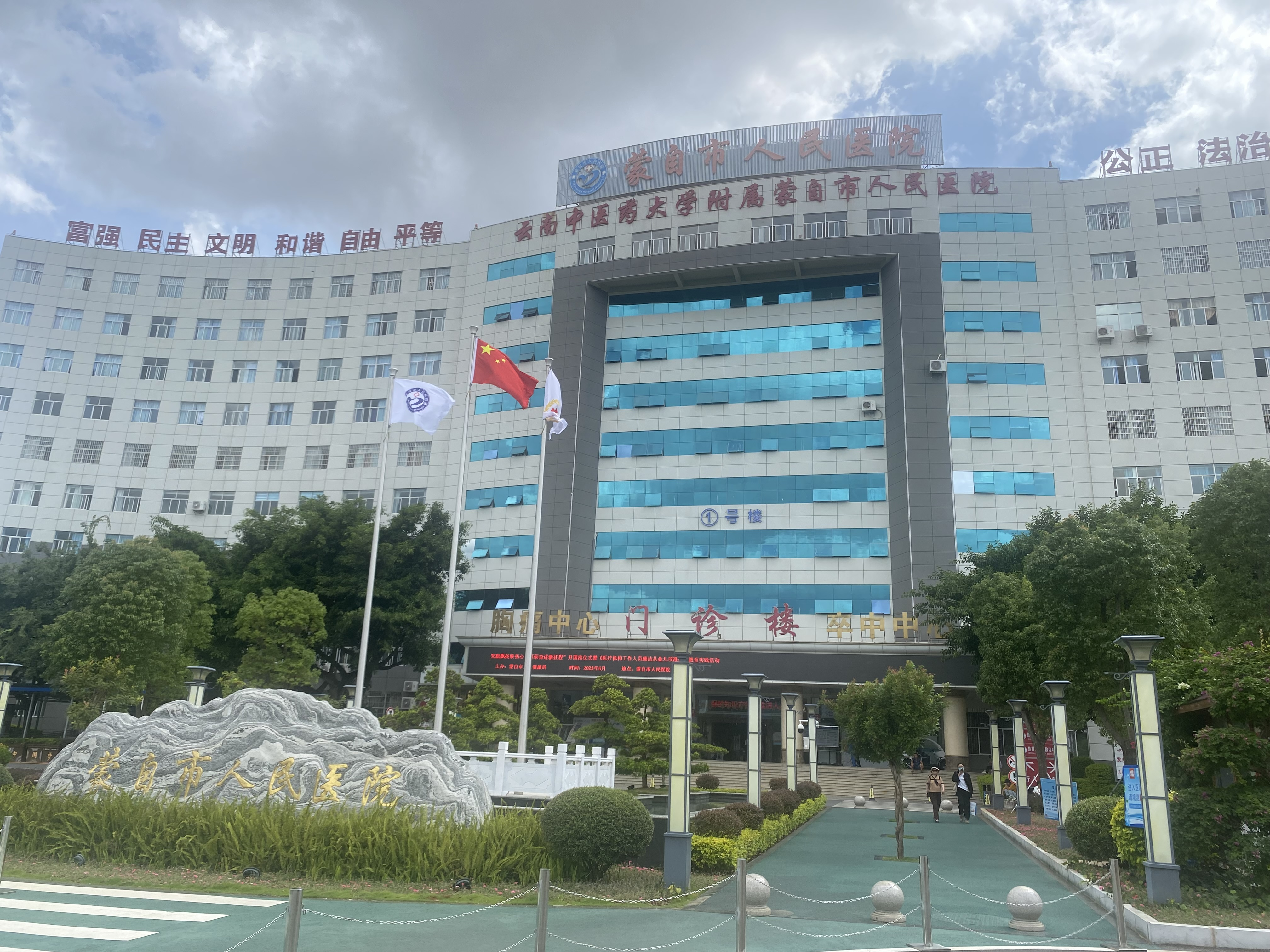
蒙自市人民医院

明朝时期，中医传入蒙自，逐渐成为当地医药卫生事业的支柱。清光绪年间，西医随天主教传教士传入蒙自。蒙自最早的西医医院是由法国人于光绪二十九年（1903年）在县城东门外创办的法国医院。民国二十七年（1938年），蒙自县卫生院成立，1954年改称县人民医院。
截至2020年，蒙自市共有卫生事业机构27个，各级各类医疗机构274个。市内及周边的主要医疗机构有云南省滇南中心医院（红河州第一人民医院）、红河州第四人民医院（州传染病医院）、红河州妇幼保健院、蒙自市人民医院、蒙自市第二人民医院、蒙自市中医医院、蒙自市妇幼保健院。其中，红河州第一人民医院为三级甲等医院。

### 语言
蒙自通行的汉语方言为西南官话云南片下属的滇南小片。

### 宗教

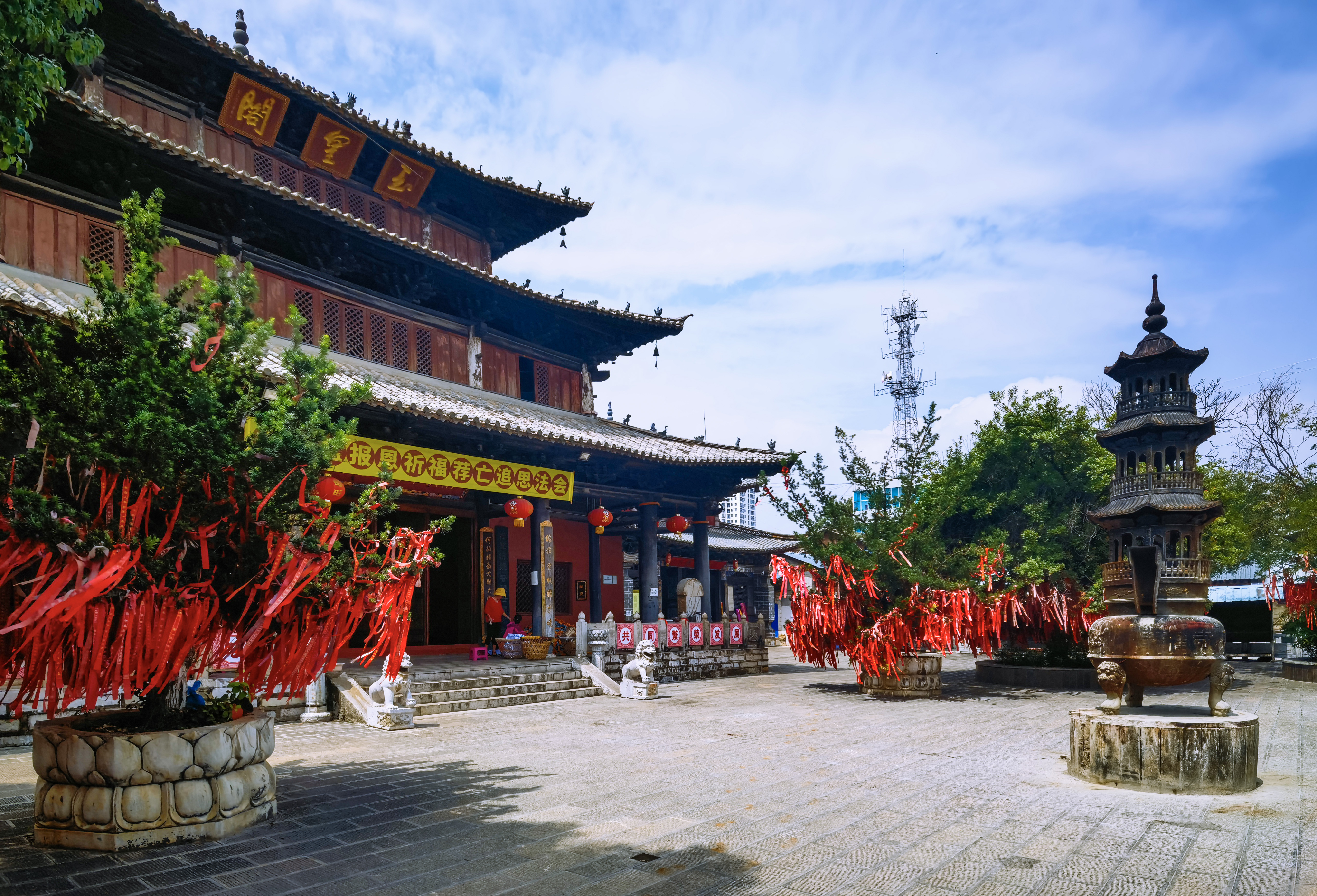
蒙自玉皇阁

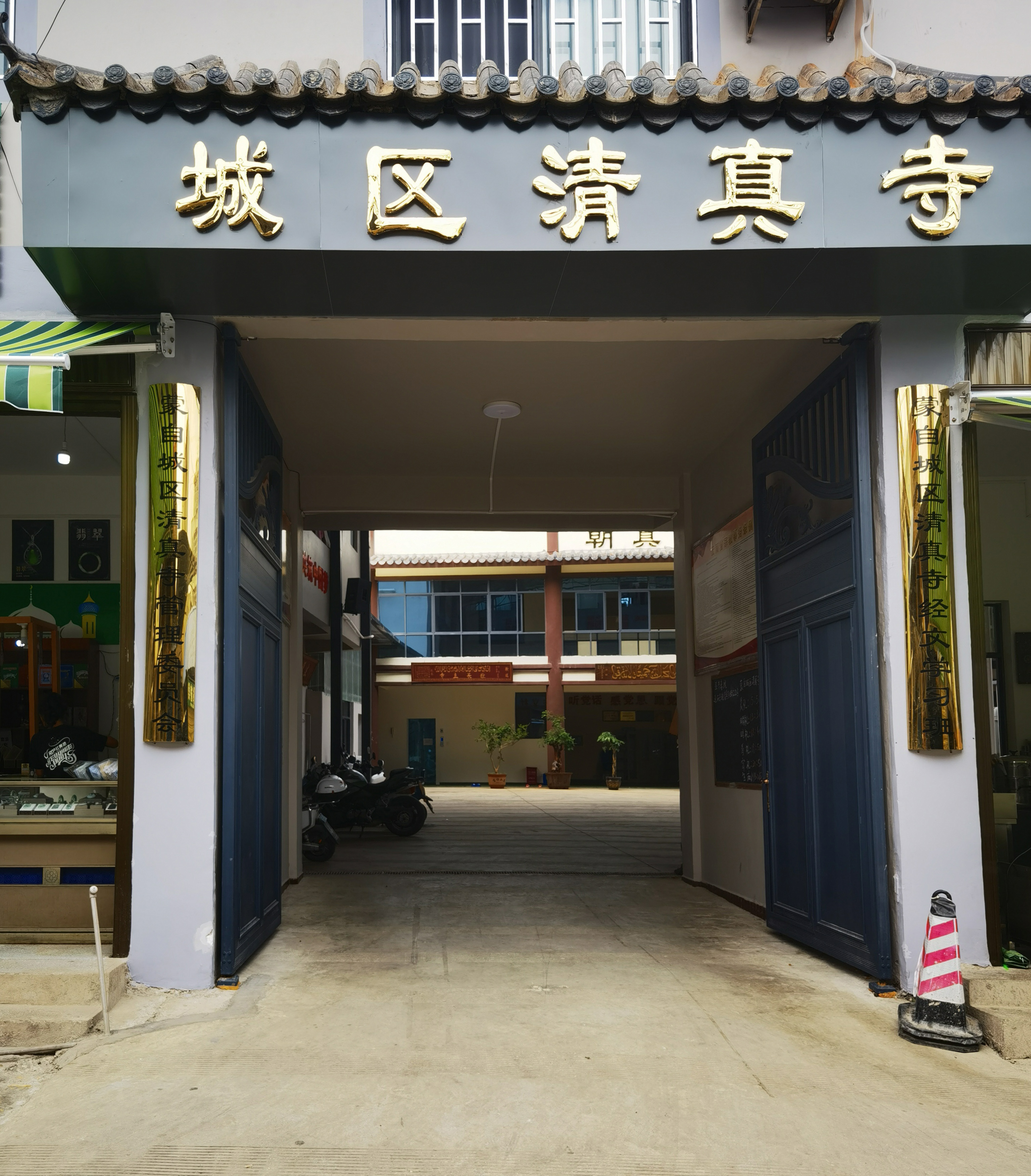
太原街清真寺

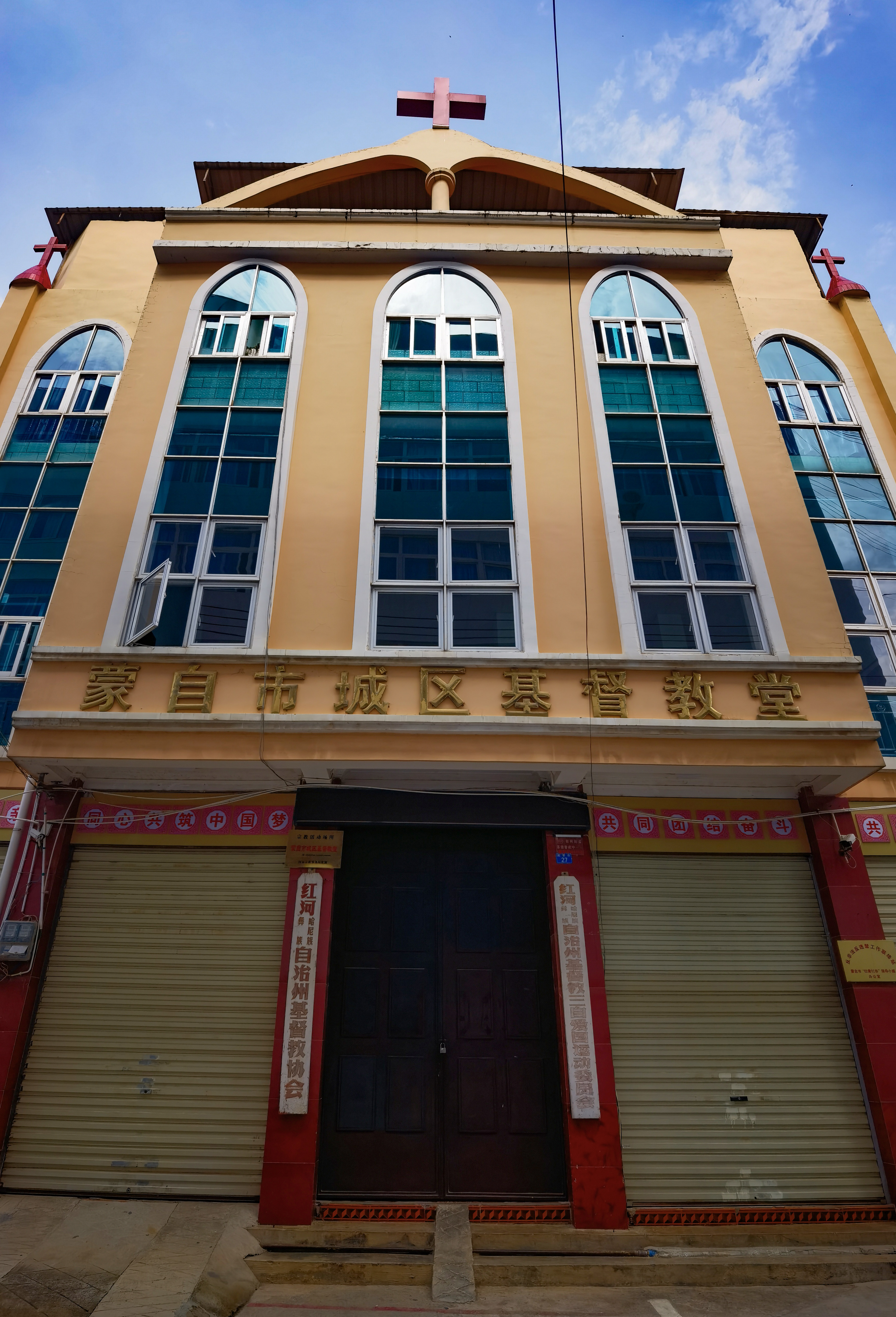
城区基督教堂

蒙自市境内宗教信仰广泛，有佛教、道教、伊斯兰教、基督新教、天主教，其中佛教影响最大。截至2020年，蒙自市有批准开放的宗教活动场所20个，其中佛教7个，伊斯兰教10个，基督教3个，主要分布于文澜、草坝、新安所、芷村、鸣鹫等5个乡镇（街道）。全市有信教群众约3.4万人，宗教团体2个，分别为佛教协会和基督教协会。

#### 佛教
佛教于南诏时期（唐穆宗长庆年间）传入蒙自，即当时隶属通海都府的阿僰部，属汉传佛教，分净土宗和律宗。二战时日军空袭蒙自及中共建政后推行的大批政治运动（土地改革、大跃进、文化大革命）致使许多寺庙、佛像被毁，经卷被焚，亦有尼姑被迫还俗。其中，境内最古老的寺庙鹿苑寺（始建于1276年）即于1952年被拆除。蒙自市境内现有7个寺庙，分别是缘狮洞、军华寺、金坡寺、二龙山寺、校场寺、仁寿寺、玉皇阁，均为儒、释、道合一。

#### 伊斯兰教
元初伊斯兰教传入蒙自，清末信众日渐增多。县城清真寺始建于1907年，为当时往来蒙自的穆斯林商人筹资所建。蒙自穆斯林均为回族，属逊尼派，1975年沙甸、鸡街划属个旧前境内有万余信徒。全市现有清真寺10所，其中格底目派（老教）9所，哲合忍耶派（新教）1所，主要分布在文澜、草坝、芷村。

#### 基督教
蒙自基督教最早于康熙五十六年（1717年）传入，主要有天主教和内地会两个教派，天主教信徒多为彝族、苗族。光绪二十年（1894年），法籍冯神甫到蒙自传教，先后在县城武庙街、东村、阿尾、大丫口等地建天主教堂，布道传教。清末民初，循道会先后派一批英籍教士来到蒙自传教。民国十五年（1926年），内地会总部派牧师到蒙自传教，在县城阁学街建基督教堂，为城区基督教堂的前身。1958年县城教堂牧师毕金杰以「历史反革命」被捕，基督教活动停止。蒙自城区基督教堂于1999年重建，现为红河州基督教三自爱国运动委员会和基督教协会驻地。

## 文化

### 饮食
蒙自是滇南地区滇菜名吃的汇集之地，与建水一同作为红河菜的代表地，是云南过桥米线的发源地。首届中国滇菜论坛曾在此举办。

### 节日
蒙自节日习俗受当地各民族影响，相互濡染。春节、清明节、中秋节、中元节（俗称“七月半”）、冬至（俗称“过冬”）等汉族传统节日习俗均受各民族重视。居住在壩區的彞族尼蘇人在农历二月初二会举行祭龙仪式，在毕摩主持下，進行杀猪、舞龙、舞狮、吹嗩吶等儀式和活動，向龍神祈福纳吉。农历六月二十四日是彝族传统节日火把节，坝区汉族、壮族也会一同庆祝。此外，苗人在农历春节期间会举办花山节。

## 物产

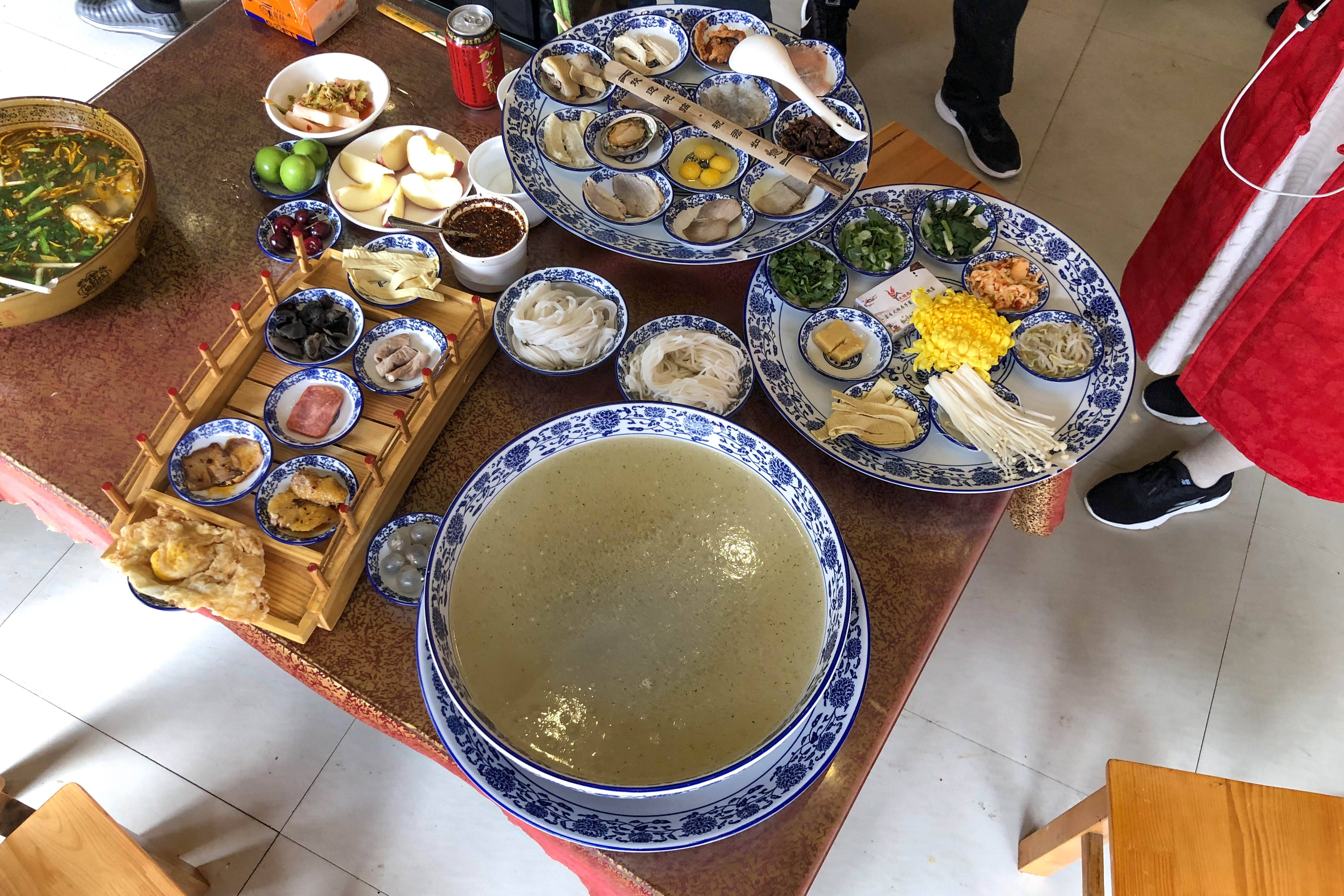
蒙自市内的整套过桥米线

- 白银
- 蒙自石榴：中国地理标志产品。
- 蒙自过桥米线
- 蒙自大枇杷
- 蒙自年糕
- 土八碗
- 蒙自小红枣
- 新安所刀烟
- 新安蒸肉饭
- 新安蘸水卷粉

## 旅游

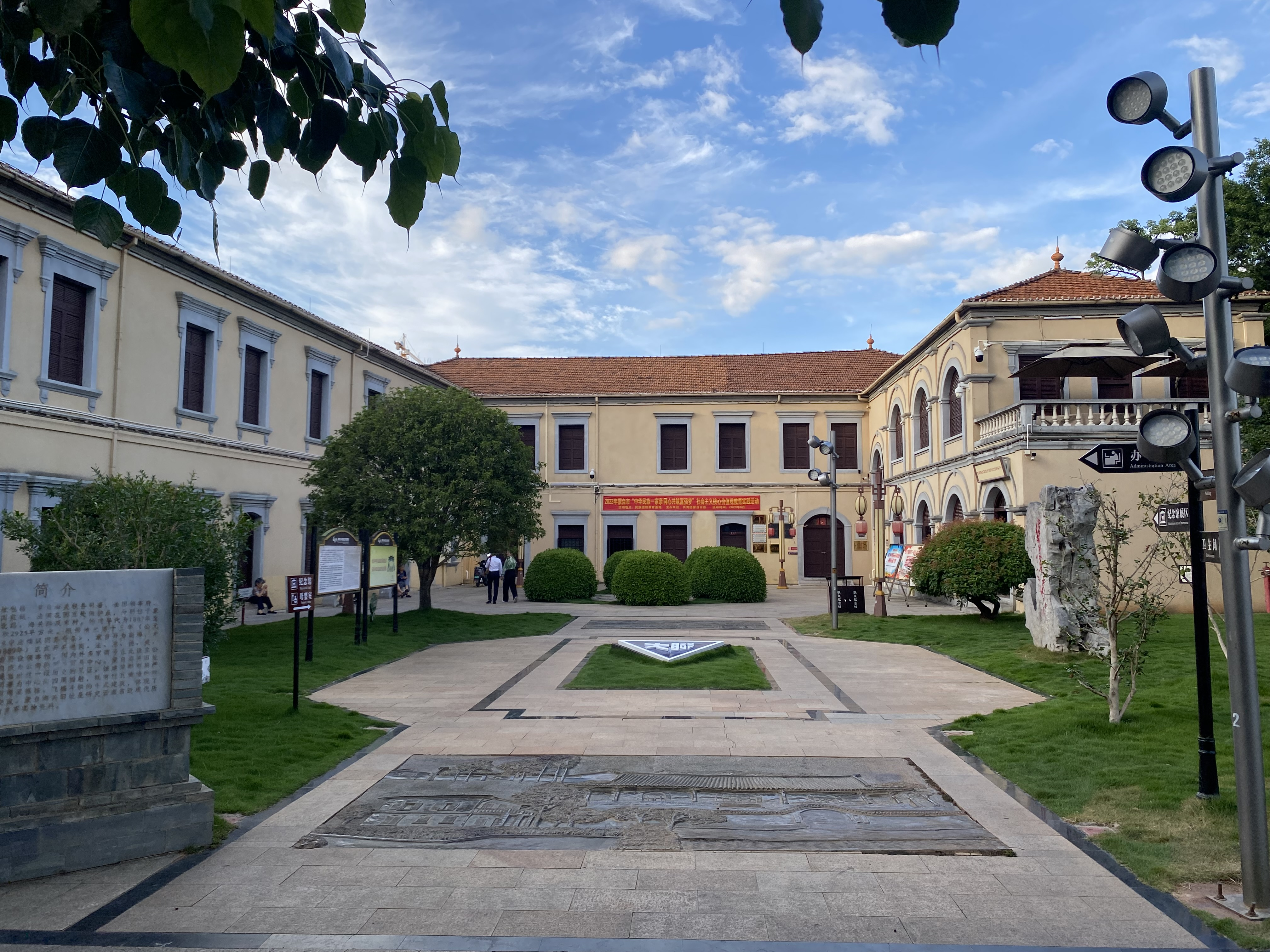
蒙自海关旧址哥胪士洋行，现为国立西南联合大学蒙自分校纪念馆

### 主要风景名胜
- 南湖公园（国家2A级景区）
- 长桥海湿地公园
- 大屯海
- 尼苏小镇
- 石榴庄园（万亩石榴园）
- 过桥米线小镇

### 历史文物
- 蒙自海关旧址
- 碧色寨国家历史文化公园（碧色寨站）（国家4A级景区）
- 蒙自玉皇阁
- 马鹿洞遗址
- 周家宅院
- 新安所古建筑群
- 南湖瀛州亭
- 玉皇阁古建筑群 等

### 文化旅游景点
- 国立西南联大蒙自分校陈列室（国家3A级景区）
- 红河州博物馆（国家3A级景区）

## 对外交流

### 友好城市
截至2022年，蒙自已与2个国家的2座城市建立了友好关系：
| 城市   | 国家 | 缔结时间          | 参考    |
| ------ | ---- | ----------------- | ------- |
| 沙托鲁 | 法国 | 2016年11月2日批准 | [ 177 ] |
| 老街市 | 越南 | 2019年4月3日      | [ 178 ] |

## 名人

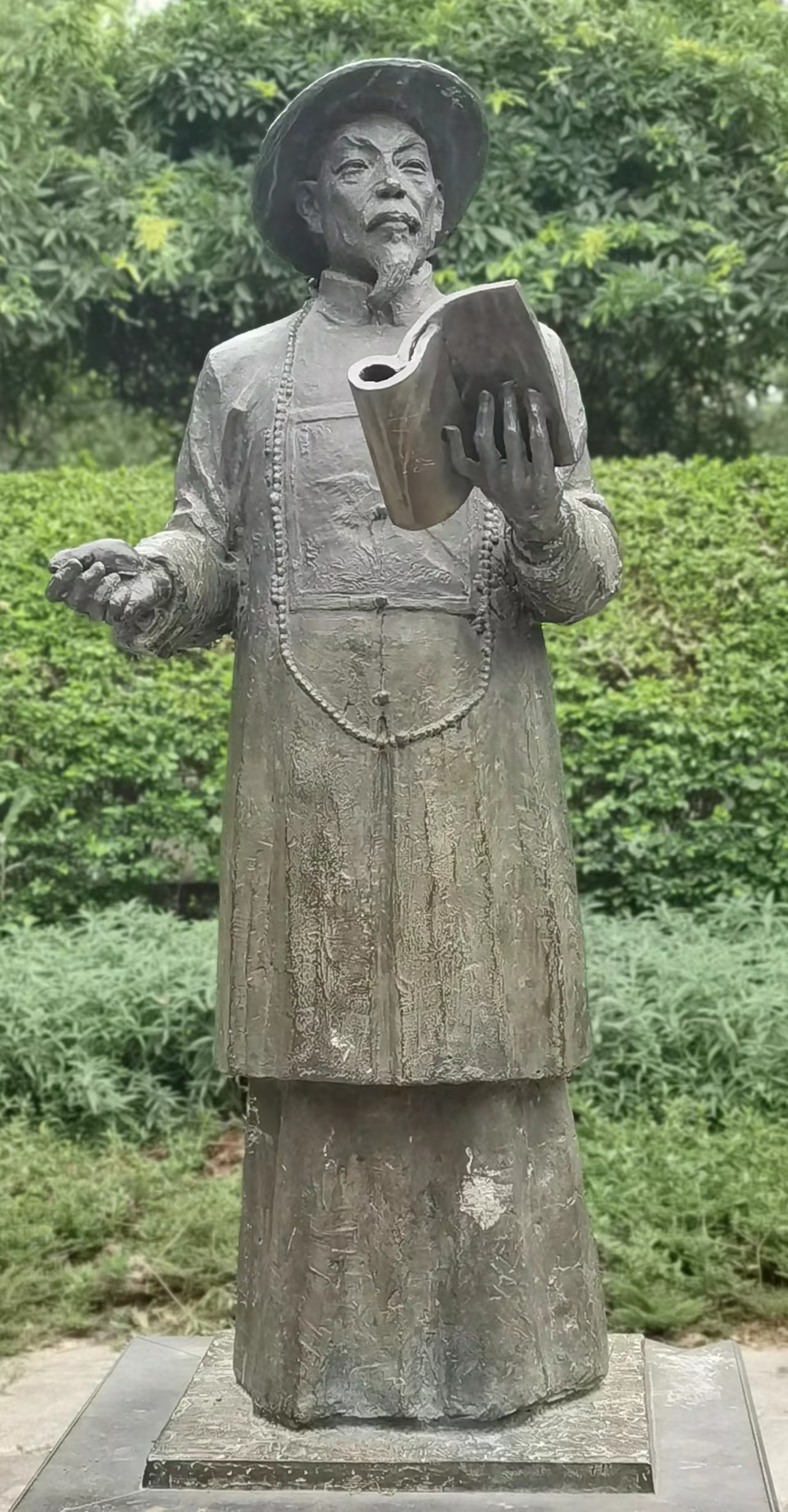
尹壮图，清朝乾嘉时期官员，官至内阁学士，是参与编修《四库全书》的唯一滇籍官员。
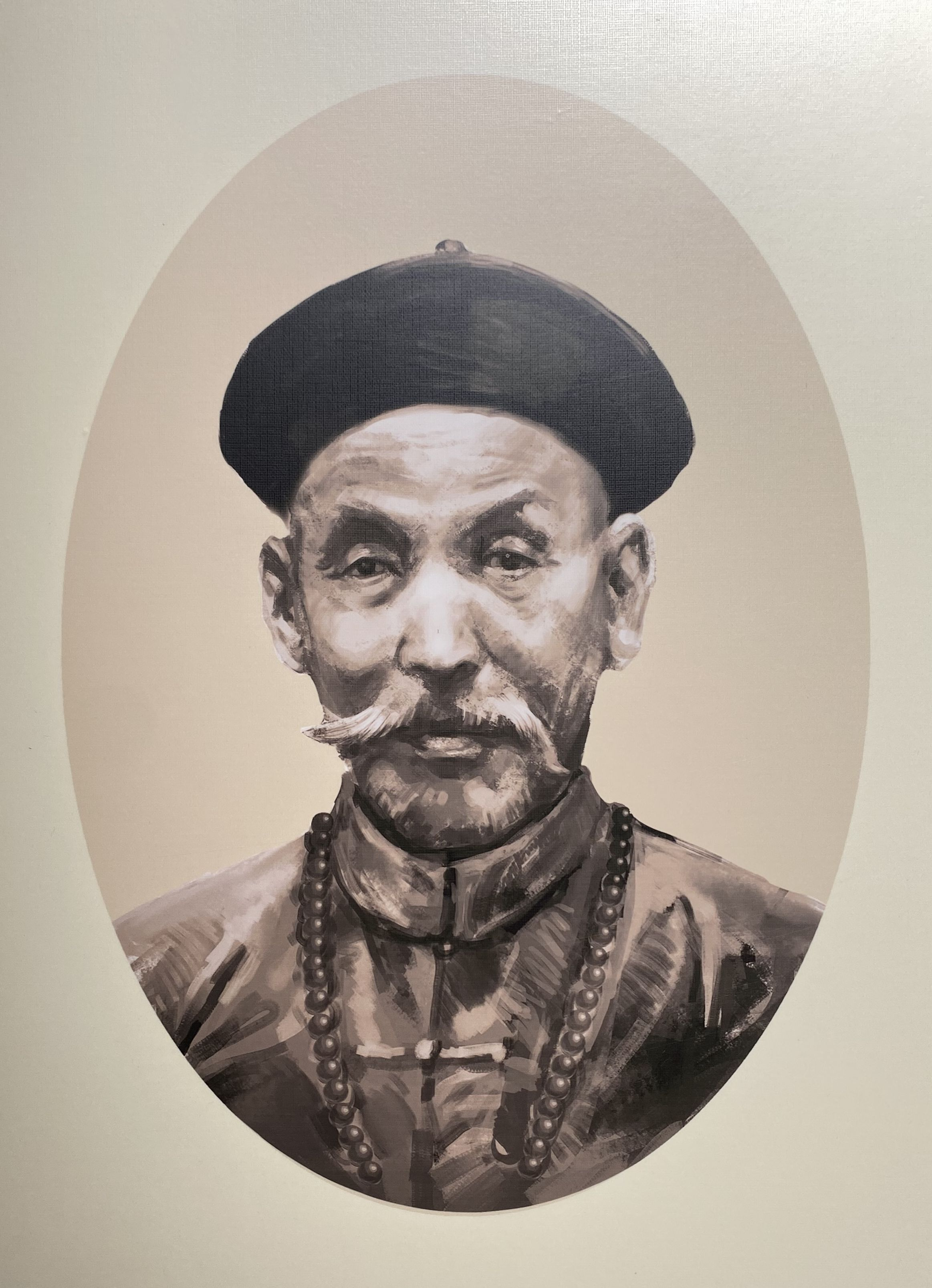
曹士桂，清朝道光举人，官至台湾府淡水同知。
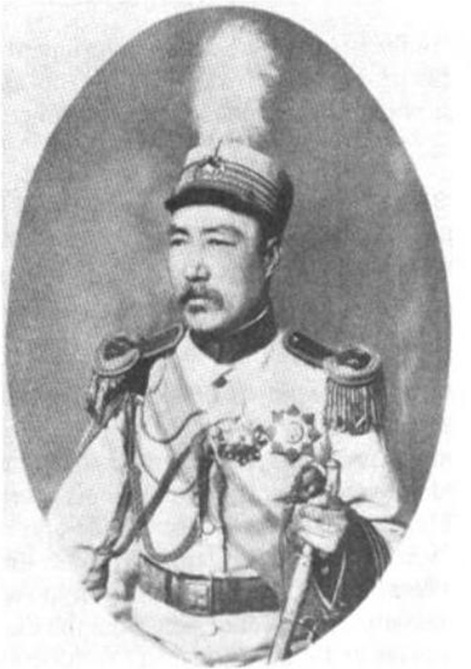
楊增新，中華民國新疆军阀，主政新疆长达17年（1912年-1928年）。
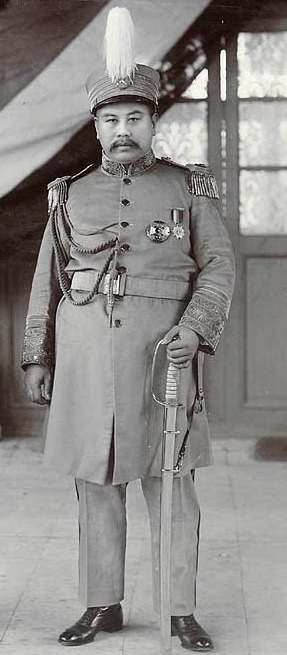
龙济光，哈尼族，中華民國政治、军事人物，廣東都督。

### 引用
1. ↑  国务院第七次全国人口普查领导小组办公室. . 北京市: 中国统计出版社. 2022-07. ISBN 978-7-5037-9772-9. Wikidata Q130368174 （中文）.
2. 1 2  蒙自市统计局. . 蒙自市人民政府. 2022-07-01  [2022-08-18]. （原始内容存档于2022-10-01）.
3. ↑  . 今日蒙自. 蒙自市融媒体中心.   [2023-01-15]. （原始内容存档于2023-01-15）.
4. 1 2 3  . 蒙自市人民政府. 2022-03-30  [2022-08-18]. （原始内容存档于2022-10-01）.
5. 1 2 3 4 5 6 7 8 9 10 11 12  蒙自市统计局. . 蒙自市人民政府. 2023-07-04  [2023-07-12]. （原始内容存档于2023-07-05）.
6. 1 2 3 4 5  蒙自市融媒体中心. . 今日蒙自. 2021-07-08  [2022-08-18]. （原始内容存档于2022-10-01）.
7. 1 2  蒙自县志（1995年），第77页
8. 1 2  李金发. . 彝族人网. 四川大学出版社. 《红河学院人物学院教学科研论文集（2015）》. 2015-01-04  [2023-01-15]. （原始内容存档于2023-01-15）.
9. ↑  元史，卷六十一 志第十三：地理四
10. ↑  蒙自县志（1995年），第76页
11. ↑  中国地名大词典（2000年），第4935页
12. ↑  . 彝学研究网.   [2023-02-01]. （原始内容存档于2023-01-15）.
13. ↑  . China Daily. 2022-12-15  [2024-05-29]. （原始内容存档于2024-05-29） （英语）.
14. ↑  . www.stampworld.com.   [2024-05-29]. （原始内容存档于2024-05-29） （英语）.
15. ↑  Archibald John Little. Alicia Little , 编. . Cambridge University Press. 2010: 86 [1910]. ISBN 978-1108014090.
16. ↑   Chisholm, Hugh (编). .  18 (第11版). London: Cambridge University Press: 129. 1911.
17. ↑  红河州文物志（2007年），第3页
18. ↑  蒙自县志（2014年），第775页
19. ↑  . 新浪科技.   [2022-08-21]. （原始内容存档于2019-09-03）.
20. ↑  . 央广网. 2022-07-18  [2023-07-10]. （原始内容存档于2023-07-10）.
21. 1 2 3  蒙自县志（2014年），第29页
22. 1 2 3 4 5 6  蒙自县志（1995年），第4页
23. 1 2  蒙自县志（1995年），第34页
24. 1 2 3  蒙自县志（1995年），第6页
25. ↑  宣统续蒙自县志（1909-1911年），第37页，卷十二
26. 1 2 3 4  蒙自县志（1995年），第7页
27. 1 2 3 4 5 6  蒙自县志（1995年），第8页
28. 1 2 3  . 今日蒙自.   [2022-08-23]. （原始内容存档于2022-10-01）.
29. 1 2  蒙自县志（1995年），第38页
30. ↑  蒙自县志（1995年），第47页
31. 1 2 3  蒙自县志（1995年），第48页
32. ↑  易社强（John Israel）. . 由饶佳荣翻译. 北京: 九州出版社. 2012. ISBN 978-7-5108-1299-6.
33. ↑  大众言论（1939年），第61页
34. ↑  周莘農（1945年），第68页
35. ↑  杨萍. . 中国档案资讯网. 中国档案报. 2023-01-16  [2023-02-24]. （原始内容存档于2023-02-24）.
36. ↑  蒙自县志（1995年），第49页
37. 1 2  蒙自县志（1995年），第15页
38. ↑  蒙自县志（1995年），第51页
39. ↑  蒙自县志（1995年），第18页
40. ↑  蒙自县志（1995年），第209页
41. 1 2 3 4  蒙自县志（1995年），第19页
42. 1 2  蒙自县志（1995年），第25页
43. ↑  蒙自县志（1995年），第63页
44. 1 2  蒙自县志（1995年），第64页
45. ↑  蒙自县志（1995年），第26页
46. ↑  蒙自县志（1995年），第65页
47. 1 2  蒙自县志（1995年），第66页
48. ↑  蒙自县志（1995年），第68页
49. 1 2 3  蒙自县志（2014年），第35页
50. ↑  . 中华人民共和国中央人民政府. 2003-01-29  [2023-02-26].
51. ↑  . 云南网. 2010-10-13  [2022-08-18]. （原始内容存档于2019-01-16）.
52. 1 2  蒙自县志（2014年），第28页
53. ↑  蒙自年鉴（2021年），第36页
54. 1 2 3  蒙自县志（2014年），第56页
55. ↑  云南省志·地理志（1998年），第239页
56. ↑  蒙自县志（2014年），第1页
57. 1 2  蒙自县志（2014年），第57页
58. ↑  蒙自县志（1996年），第336页
59. ↑  蒙自县志（2014年），第61页
60. ↑  蒙自年鉴（2021年），第37页
61. ↑  蒙自县志（1995年），第336页
62. ↑  蒙自县志（2014年），第253页
63. ↑  蒙自县志（2014年），第62页
64. ↑  云南省志·地理志（1998年），第243页
65. ↑  . 中国气象局.   [20 September 2023] （中文（简体））.
66. ↑  
. 中国气象局.   [20 September 2023] （中文（简体））.
67. ↑  .   [2024-09-22].
68. ↑  . 中国天气网.   [10 April 2023] （中文）.
69. ↑  The Yearbook of Indochina (1932-1933)
70. 1 2  蒙自县志（1995年），第194页
71. 1 2  蒙自县志（1995年），第195页
72. ↑  蒙自文史资料（第二辑）（1997年），第29-31页
73. ↑  . 红河网.   [2023-01-17]. （原始内容存档于2023-03-21）.
74. ↑  胡文 张立嵩. . 蒙自新闻网. 2021-09-30  [2022-01-17]. （原始内容存档于2022-05-26）.
75. 1 2  . 今日蒙自. 2022-01-18  [2023-01-17]. （原始内容存档于2023-01-17）.
76. ↑  . 蒙自市人民政府门户网.   [2023-01-17]. （原始内容存档于2023-01-17）.
77. ↑  赵昆京. . 云南政协新闻网. 2022-02-14  [2023-01-17].[]
78. ↑  中共红河州委组织部. . 云南红河发布. 2016-12-19  [2023-01-17]. （原始内容存档于2023-01-17） –微信公众平台.
79. 1 2  . 中国·国家地名信息库.
80. ↑  蒙自年鉴（2021年），第41-57页
81. 1 2 3  蒙自县志（2014年），第30页
82. ↑  蒙自县志（2014年），第30-31页
83. 1 2  蒙自县志（2014年），第31页
84. ↑  蒙自县志（1995年），第81页
85. ↑  . 云南省人民政府. 2019-03-27  [2023-01-17]. （原始内容存档于2023-01-17）.
86. ↑  谭文. . 红河日报. 2022-05-22  [2023-01-17]. （原始内容存档于2023-01-17）.
87. ↑  . 云南省人民政府. 2021-08-27  [2023-01-23]. （原始内容存档于2023-01-17）.
88. 1 2 3 4  蒙自年鉴（2021年），第278页
89. ↑  蒙自县志（2014年），第848页
90. 1 2 3 4 5 6  蒙自县志（2014年），第330页
91. 1 2  蒙自县志（1995年），第476页
92. ↑  今日蒙自. . 微信公众平台. 2021-05-30  [2023-04-20]. （原始内容存档于2023-04-23）.
93. 1 2  . 中国经济网. 中国新闻网. 2022-12-15  [2023-03-25]. （原始内容存档于2022-12-15）.
94. ↑  云南省交通运输厅.  (PDF). 2022-10  [2023-03-14]. （原始内容存档 (PDF)于2023-03-14） （中文（中国大陆））.
95. 1 2 3 4 5 6 7 8 9  蒙自县志（1995年），第490页
96. ↑  红河州志·卷三（1997年），第381页
97. ↑  红河州志·卷三（1997年），第382页
98. ↑  蒙自县志（2014年），第335页
99. ↑  蒙自县志（2014年），第337页
100. 1 2 3  曹松林. . 红河日报. 2022-11-01  [2023-03-28]. （原始内容存档于2023-03-26）.
101. ↑  李树芬. . 云南日报. 2018-03-23  [2023-03-25]. （原始内容存档于2023-03-26） –云岭先锋网.
102. ↑  云南省国资委. . 国务院国有资产监督管理委员会. 2021-07-02  [2023-03-25]. （原始内容存档于2023-03-25）.
103. 1 2 3  蒙自年鉴（2021年），第39页
104. ↑  蒙自县交通志（2011年），第139页
105. 1 2  蒙自县交通志（2011年），第140页
106. ↑  . 红河电车.   [2020-11-09]. （原始内容存档于2020-10-30）.
107. ↑  . 云南红河发布. 2019-07-07  [2023-03-26].
108. ↑  姚敏. . 中国网. 2022-12-22  [2023-03-26]. （原始内容存档于2023-03-26）.
109. ↑  蒙自县志（2014年），第331页
110. ↑  李梅. . 国铁传媒网. 2013-04-01  [2023-03-26]. （原始内容存档于2023-03-26）.
111. ↑  王艳龙 万乘里. . 中新社. 2014-12-01  [2023-03-26]. （原始内容存档于2023-03-26） （中文（中国大陆））.
112. ↑  黄鹏. . 云南日报 (昆明). 2023-06-10  [2023-07-12].
113. 1 2  . 抗日战争纪念网. 云南日报. 2017-09-16  [2023-06-08] （中文（中国大陆））.
114. 1 2  蒙自县志（1995年），第489页
115. ↑  吴富水. . 中国民航网. 云南网. 2013-02-24  [2023-06-09]. （原始内容存档于2023-06-09）.
116. ↑  蒙自年鉴（2021年），第221页
117. 1 2 3  蒙自县志（1995年），第303页
118. ↑  蒙自县志（2014年），第117页
119. ↑  云南省统计局; 国家统计局云南调查总队. . 云南省人民政府. 2023-03-28  [2023-07-12]. （原始内容存档于2023-07-12）.
120. ↑  国家统计局. . 中华人民共和国中央人民政府. 2023-02-28  [2023-07-12]. （原始内容存档于2023-08-27）.
121. 1 2 3  蒙自县志（2014年），第176页
122. ↑  蒙自县志（1995年），第365页
123. 1 2  蒙自县志（1995年），第366页
124. 1 2  云南统计年鉴（2022年）
125. ↑  蒙自年鉴（2021年），第242页
126. ↑  蒙自县志（2014年），第34页
127. 1 2 3 4 5 6 7  乾隆蒙自县志（1967年），第19页
128. 1 2  杨和平. . 今日蒙自. 2020-03-18  [2023-02-08]. （原始内容存档于2023-02-08） –微信公众平台.
129. 1 2  蒙自县志（1995年），第542页
130. 1 2 3  蒙自县志（1995年），第543页
131. ↑  蒙自文史资料（第十三辑）（2012年），第2页
132. ↑  蒙自县志（1995年），第546页
133. ↑  蒙自县志（2014年），第36页
134. ↑  赵旭峰. . 红河学院学报 (红河学院). 2011-02, 9 (1): 11-14  [2023-02-26]. doi:10.13963/j.cnki.hhuxb.2011.01.011. （原始内容存档于2023-02-26） –中国知网.
135. 1 2  蒙自县志（2014年），第41页
136. 1 2  红河州政府新闻办. . 红河哈尼族彝族自治州人民政府. 2022-11-03  [2023-02-26]. （原始内容存档于2023-02-26）.
137. ↑  蒙自县志（1995年），第83页
138. ↑  . 中国网. 2022-01-06  [2023-07-19]. （原始内容存档于2023-07-19）.
139. 1 2 3  蒙自县志（1995年），第803页
140. ↑  蒙自县志（1995年），第818页
141. ↑  蒙自县志（2014年），第725页
142. 1 2  蒙自县志（1995年），第888页
143. ↑  蒙自县志（1995年），第10页
144. ↑  蒙自县志（1995年），第894页
145. ↑  蒙自县志（1995年），第895页
146. ↑  蒙自年鉴（2021年），第40页
147. ↑  . 红河州第一人民医院.   [2023-03-12]. （原始内容存档于2023-03-12）.
148. ↑  红河州卫生健康委员会. . 红河州人民政府.   [2020-11-11]. （原始内容存档于2023-03-12）.
149. ↑  红河州卫生健康委. . 红河州人民政府. 2021-12-23  [2023-03-12]. （原始内容存档于2023-03-12）.
150. ↑  红河州卫健委. . 红河州人民政府. 2021-05-14  [2023-03-12]. （原始内容存档于2023-03-12）.
151. ↑  胡文、陈文刚、李星. . 今日蒙自.   [2023-03-12]. （原始内容存档于2023-03-12）.
152. ↑  . 红河州第一人民医院.   [2023-03-12]. （原始内容存档于2023-03-12）.
153. ↑  中国语言地图集（2012年），第B1-12页
154. ↑  蒙自县志（2014年），第863页
155. ↑  蒙自年鉴（2021年），第279页
156. 1 2  张艳洁（2013年），第6页
157. ↑  蒙自县志（1995年），第955-956页
158. ↑  蒙自文史资料（第十三辑）（2012年），第45页
159. ↑  蒙自县志（2014年），第863-864页
160. 1 2 3  蒙自县志（1995年），第959页
161. ↑  蒙自文史资料（第十三辑（2012年），第22页
162. 1 2  蒙自县志（2014年），第865页
163. ↑  蒙自县志（1995年），第960页
164. ↑  红河州志·上册（2013年），第186页
165. ↑  蒙自县志（2014年），第867页
166. ↑  蒙自县志（2014年），第960页
167. ↑  蒙自县志（2014年），第961页
168. ↑  蒙自县志（1995年），第961页
169. ↑  蒙自文史资料（第十三辑）（2012年），第54页
170. ↑  红河州志·上册（2013年），第187页
171. 1 2  杨艾军 高宝云（2010年），序言
172. ↑  杨艾军 高宝云（2011年），序言
173. ↑  沈问金（2011年），第1页
174. ↑  蒙自县文体志（2007年），第77页
175. ↑  . 人民网. 2023-02-22.
176. ↑  蒙自县文体志（2007年），第78页
177. ↑  云南年鉴社. . . 昆明: 云南年鉴社. 2022: 97. ISSN 1007-4988.
178. ↑  邱兴. . 新广网. 2018-03-09  [2018-05-15]. （原始内容存档于2020-04-25）.

### 书目
史书
- 宋濂等.  . 维基文库 （中文）.

方志
- 云南省地方志编纂委员会 总纂; 云南师范大学地理系 编撰. . 昆明: 云南人民出版社. 1998. ISBN 7-222-02247-3.
- 普照 主编; 云南省红河哈尼族彝族自治州志编纂委员会 编. . 北京: 生活·读书·新知三联书店. 1997. ISBN 7-108-01071-2.
- 杨福生 主编; 红河州地方志编纂委员会 编. . 昆明: 云南人民出版社. 2013. ISBN 978-7-222-10863-9.
- 李正友 主编; 红河州文化局 编. . 昆明: 云南人民出版社. 1997. ISBN 978-7-222-05194-2.
- 李焜 修; 袁筠 纂. . 清乾隆五十六年抄本. 台北: 成文出版社. 1967.
- 佚名 纂修. . 1961年4月影印本. 上海: 上海古籍出版社. 宣統 (1909-1911).
- 程民 主编; 蒙自县志编纂委员会 编. . 北京: 中华书局. 1995. ISBN 7-101-01417-8.
- 缪琨 主编; 蒙自市地方志编纂委员会 编. . 昆明: 云南出版集团公司 云南人民出版社. 2014. ISBN 978-7-222-10914-8.
- 孔凡玮 主编; 蒙自县交通局 编. . 内部资料. 2011.
- 王必昆 主编; 蒙自县文化体育局 编; 蒙自县新闻出版局 编. . 内部资料. 2007.

年鉴
- 康义 主编; 国家统计局 编. . 北京: 中国统计出版社. 2022. ISBN 978-7-50379-950-1.
- 李启荣 主编; 云南统计年鉴委员会 编. . 北京: 中国统计出版社. 2022. ISBN 978-7-89527-158-6.
- 穆义 主编; 中共蒙自市委党史研究室、蒙自市地方志编纂委员会办公室 编. . 昆明: 云南民族出版社. 2021. ISBN 978-7-5367-8812-1.

书目
- 中国社会科学院语言研究所、中国社会科学院民族学与人类学研究所、香港城市大学语言资讯科学研究中心 编. . 北京: 商务印书馆. 2012. ISBN 978-7-100-07054-6.
- 红河州社会科学界联合会 主编. . 昆明: 云南人民出版社. 2017. ISBN 978-7-222-16687-5.
- 崔乃夫 主编. . 北京: 商务印书馆. 2000. ISBN 7-100-02708-X.
- 杨应聪 主编; 中国人民政治协商会议云南省蒙自县委员会文史资料委员会 编. . 内部资料. 1997.
- 张云辉 主编; 中国人民政治协商会议云南省蒙自市委员会学习文史委员会 编. . 内部资料. 2012.
- 杨艾军 高宝云 主编. . 昆明: 云南人民出版社. 2010. ISBN 978-7-222-06278-8.
- 杨艾军 高宝云 主编. . 昆明: 云南人民出版社. 2011. ISBN 978-7-222-07981-6.
- 沈问金 主编; 红河哈尼族彝族自治州商务局 编; 蒙自市人民政府 编. . 昆明: 云南美术出版社. 2011. ISBN 978-7-5489-0459-5.

期刊
- . 大众言论半月刊. 1939, 1 (3): 62–63.
- 周莘農. . 旅行杂志. 1945, 19 (3): 65–69.

论文
- 张艳洁.  (硕士论文). 云南师范大学. 2013.